# Географія Росії
Росія — євразійська країна, що знаходиться на крайній півночі континенту, займаючи більшу частину Східної Європи і всю Північну Азію . Загальна площа країни 17 098 242 км² (1-ше місце у світі), з яких на суходіл припадає 16 377 742 км², а на поверхню внутрішніх вод — 720 500 км². Площа країни у 28 разів більша за площу території України, майже вдвічі більша за площу США. 

## Назва
Офіційна назва — Російська Федерація, Росія (рос. Российская Федерация, Россия). Назва країни виводиться від найбільшої середньовічної держави східних слов'ян на чолі з варязькою династією Рюриковичів в басейні Дніпра зі столицею в Києві — Київської Русі. Етимологія походження етноніму «русь» неясна. Згідно з найпоширенішою версією, слово в I тисячолітті використовували прибалтійські фіно-угорські народи для позначення скандинавів, що мешкали поблизу Ладозького озера. Саму ж Росію вони й досі називають за ім'ям античного племені венедів (ест. Vene, Venemaa — Вене, Венемаа; фін. Venäjä — Веная). Латиші традиційно називають Росію Крієвія (латис. Krievija), від назви давнього слов'янського племені кривичів, що населяло землі сучасної Білорусі й заходу Росії та з яким вони історично контактували. У IX—X століттях варяги асимілювались серед слов'ян, балтів і фіно-угрів, передавши етнонім країні, а відтак і народу, що її населяє. Назву держави Росія стали широко використовувати щодо Московської держави від XVII століття, після початку культурної експансії українців на північний схід (Переяславська рада). Найбільш поширеною версією походження цього топоніму вважають спотворення (грец. Ρωσία) через грецькомовні візантійські джерела назви Русь (грец. Ρως), де перехід у в о був обумовлений фонетичними особливостями мови, а закінчення -ія — звичайне для назв країн. 1721 року царем Петром I Московське царство було перетворено на імперію, тому до 1917 року країна мала назву Російська імперія (рос. Российская империя). З 1917 до 1991 року країна носила назву Російська Радянська Федеративна Соціалістична Республіка (рос. Российская Советская Федеративная Социалистическая Республика, РСФСР) і входила до складу Союзу Радянських Соціалістичних Республік (від 1922 року). У 1922–1991 роках в світі Росією називали весь СРСР, ігноруючи назви інших республік. До 1878 року в Японії Росію називали Роккоку (яп. 魯国), ієрогліфи інтерпретували як «дурна країна», «країна дурнів». В українській мові традиційно використовують конструкт Московщина (етнонім москалі), за столицею та головним містом країни — Москвою.

## Географічне положення
Росія — євразійська країна, що межує з 14 іншими країнами: на заході — з Норвегією (спільний кордон — 191 км), Фінляндією (1309 км),Естонією (324 км), Латвією (332 км), Білоруссю (1312 км), Литвою і Польщею (Калінінградська область, 261 км і 210 км, відповідно), Україною (1944 км); на півдні — з Азербайджаном (338 км), Грузією (894 км), Казахстаном (7644 км), Монголією (3452 км), Китаєм (4133 км на Далекому Сході + 46 км на Алтаї), КНДР (18 км). Загальна довжина державного кордону — 22 408 км; найдовший державний кордон у світі. Загальна довжина морського узбережжя 37,65 тис. км. Згідно з Конвенцією Організації Об'єднаних Націй з морського права (UNCLOS) 1982 року, протяжність територіальних вод країни встановлено в 12 морських миль (22,2 км). Прилегла зона, що примикає до територіальних вод, в якій держава може здійснювати контроль необхідний для запобігання порушень митних, фіскальних, імміграційних або санітарних законів простягається на 24 морські милі (44,4 км) від узбережжя (стаття 33). Виключна економічна зона встановлена на відстань 200 морських миль (370,4 км) від узбережжя. Континентальний шельф — до глибин 200 м.

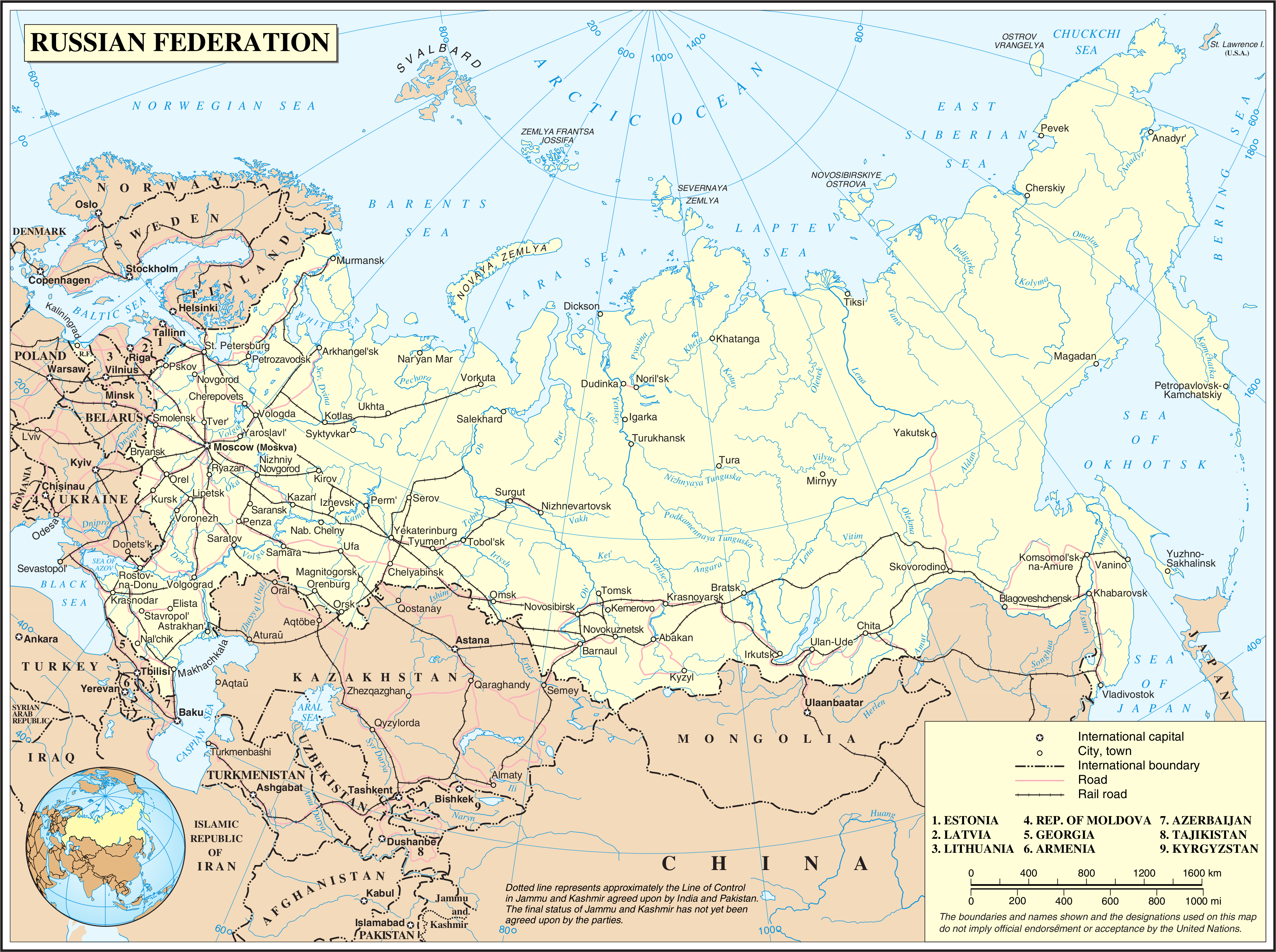
Карта Росії від ООН (англ.)
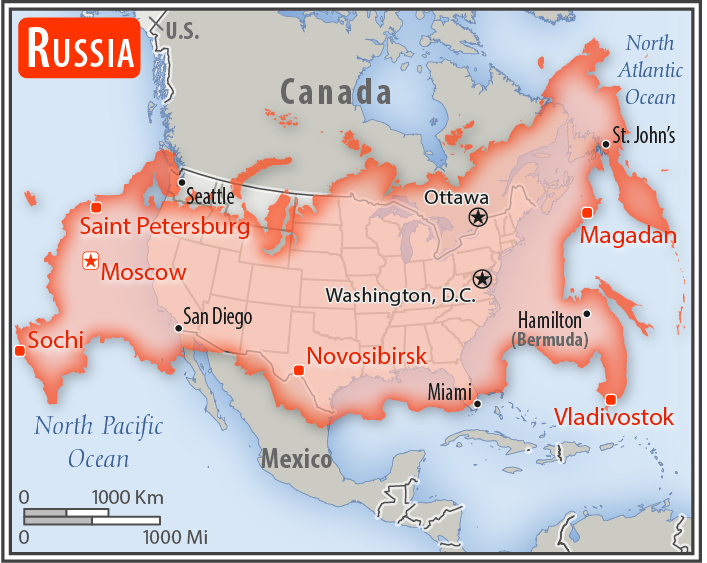
Порівняння розмірів території Росії та США
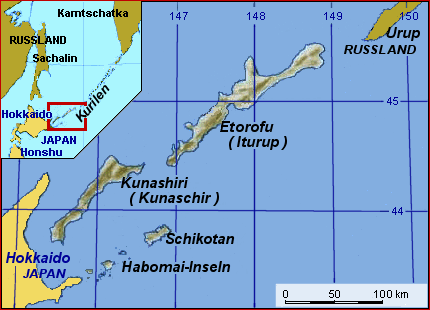
Територія спірних з Японією Південних Курильських островів

### Моря
Росія омивається водами 12 морів трьох океанів.
- Північний Льодовитий океан — Баренцове, Біле, Карське, Лаптєвих, Східносибірське і Чукотське моря на півночі[7].
- Атлантичний океан — Балтійське море — на північному заході, Чорне і Азовське моря — на південному заході[7].
- Тихий океан — Берингове, Охотське і Японське моря — на сході[7].
- Безстічні області басейнів Волги, Уралу, Тереку та ін. — внутрішньоконтинентальне Каспійське море — на південному заході[7].

Балтійське і Чорне моря забезпечують вихід Росії до Атлантичного океану. Порти Балтійського моря мають важливіше значення, але проходи до портів Фінської затоки блоковані льодом протягом декількох зимових місяців. Тихоокеанські порти Владивосток і Находка через льодову блокаду не можуть приймати судна в середньому 110 днів на рік. Навігація Північним морським шляхом від Мурманська до Тіксі (море Лаптєвих) відсутня щорічно 9 місяців, а влітку вона підтримується тільки за допомогою криголамів і повітряної розвідки. Порти Росії не мають безпосереднього виходу до відкритих вод Світового океану. Санкт-Петербург і Калінінград розташовані на Балтійському морі, сполученому з Північним морем протоками Ересунн і Каттегат; чорноморські судна повинні пройти через протоки Босфор і Дарданелли в Туреччині; Владивосток і Находка відділені від океану Японськими островами, а вихід з Мурманська до Атлантичного океану здійснюється вздовж берегів Скандинавії.

### Крайні пункти
Росія лежить між 81°50′35′′ і 41°11′07′′ паралелями північної широти, 19°38′19′′ меридіаном східної і 169°01′00′′ західної довготи.
| мис Флігелі мис Челюскін гора Рагдан Куршська коса острів Ратманова мис Дежньоваclass=notpageimage\| Крайні пункти Росії |

Крайні пункти:
- північна точка — мис Флігелі острова Рудольфа архіпелагу Земля Франца-Йосифа 81°50′35″ пн. ш. 59°14′22″ сх. д. / 81.84306° пн. ш. 59.23944° сх. д.;
- північна точка (континентальна) — мис Челюскін на півострові Таймир 77°43′00″ пн. ш. 104°18′00″ сх. д. / 77.71667° пн. ш. 104.30000° сх. д.;
- південна точка — знаходиться за 2 км на південний захід від гори Рагдан, на кордоні Дагестану з Азербайджаном 41°11′07″ пн. ш. 47°46′54″ сх. д. / 41.18528° пн. ш. 47.78167° сх. д.;
- західна точка — прикордонна застава Нормельн, Куршська коса Гданської затоки, Балтійського моря 54°27′45″ пн. ш. 19°38′19″ сх. д. / 54.46250° пн. ш. 19.63861° сх. д.;
- східна точка — острів Ратманова у Беринговій протоці 65°47′00″ пн. ш. 169°01′00″ зх. д. / 65.78333° пн. ш. 169.01667° зх. д.;
- східна точка (континентальна) — мис Дежньова на Чукотському півострові 66°04′45″ пн. ш. 169°39′07″ зх. д. / 66.07917° пн. ш. 169.65194° зх. д..

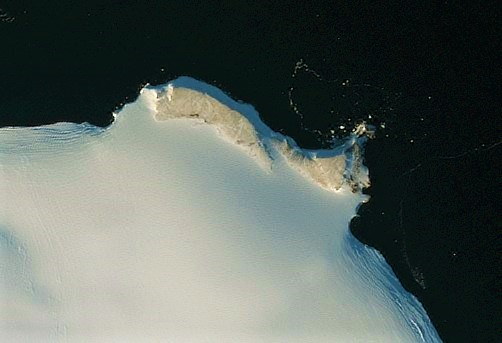
Мис Флігелі з космосу
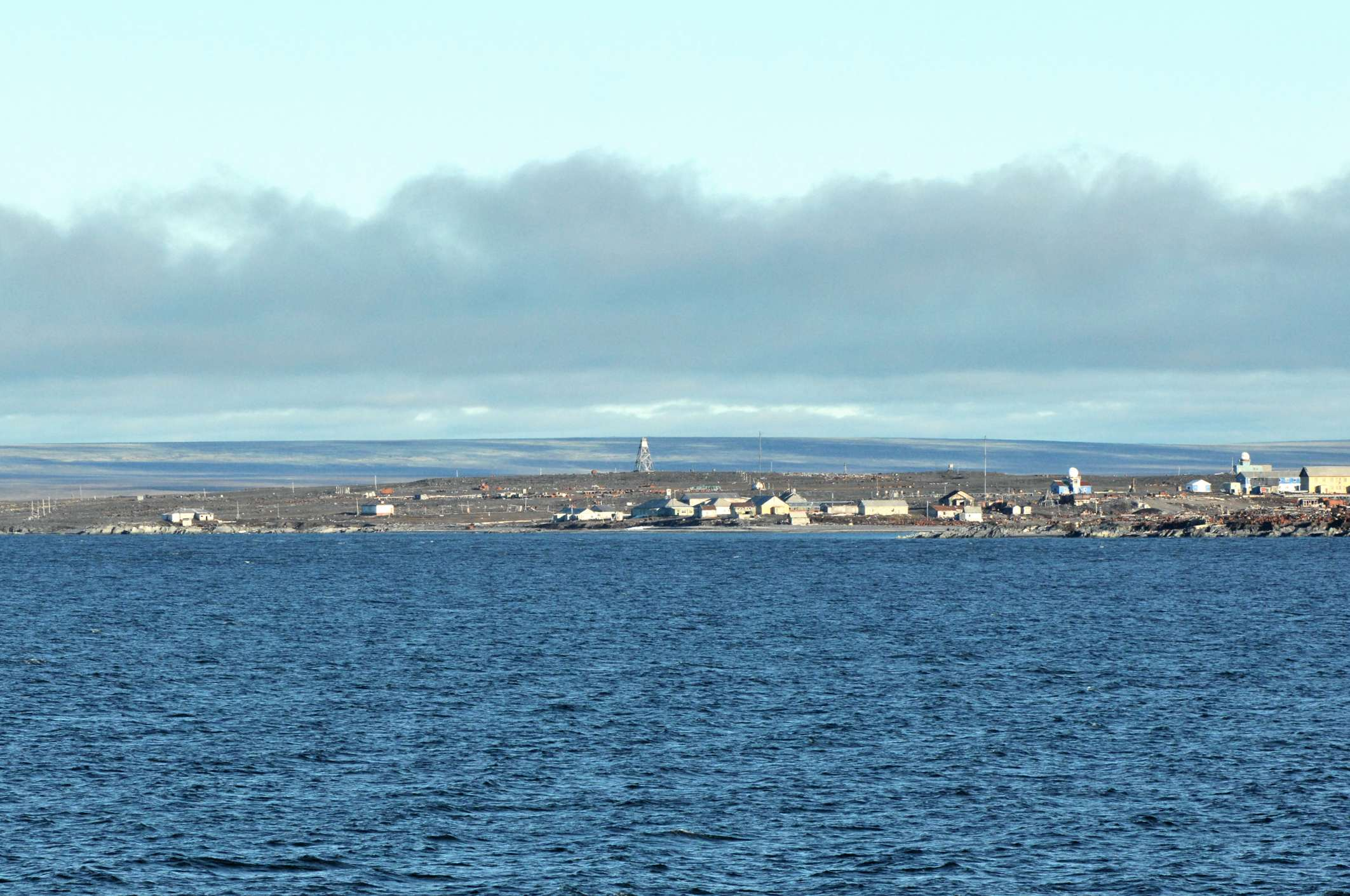
Мис Челюскін
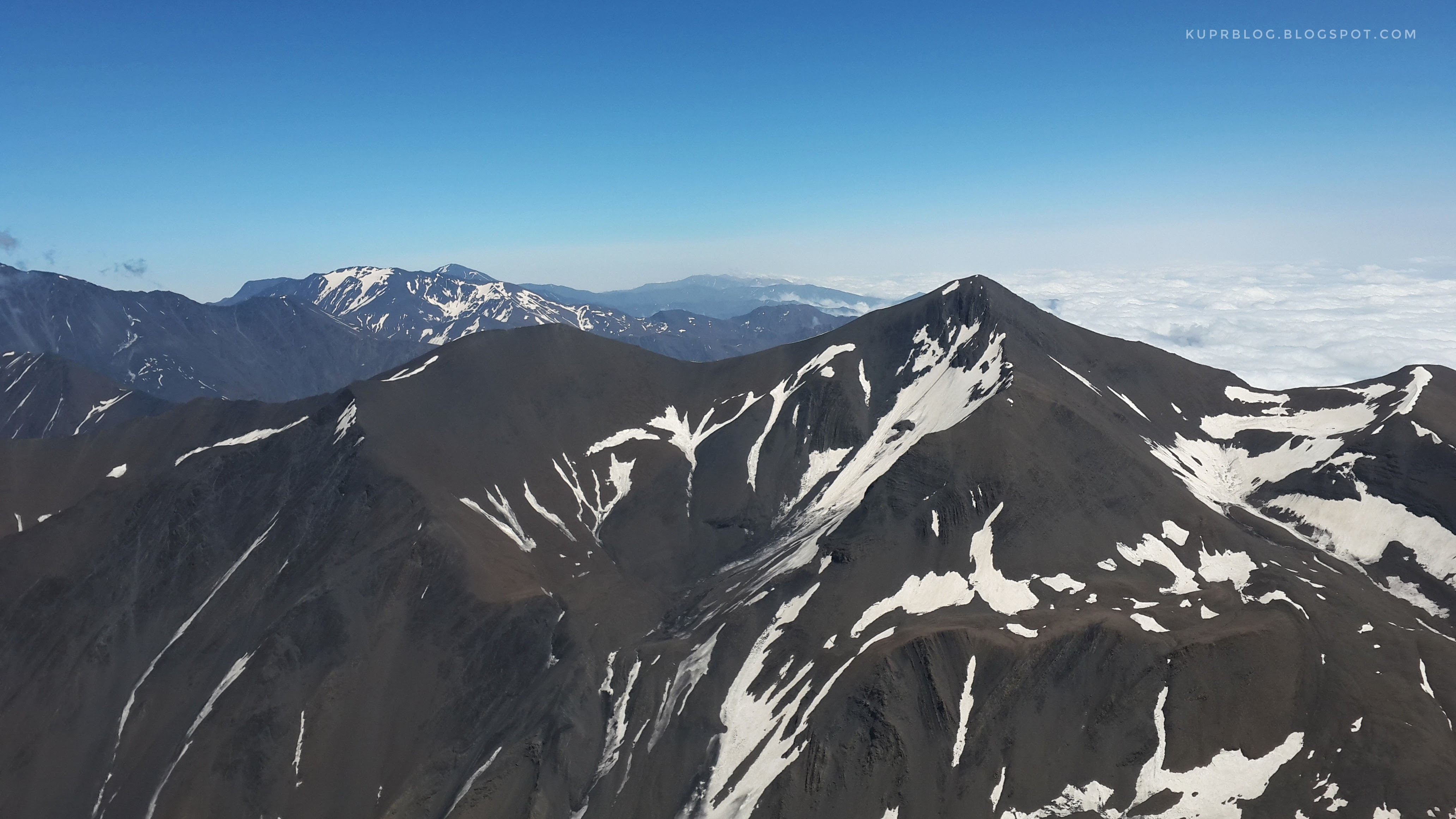
Гора Рагдан
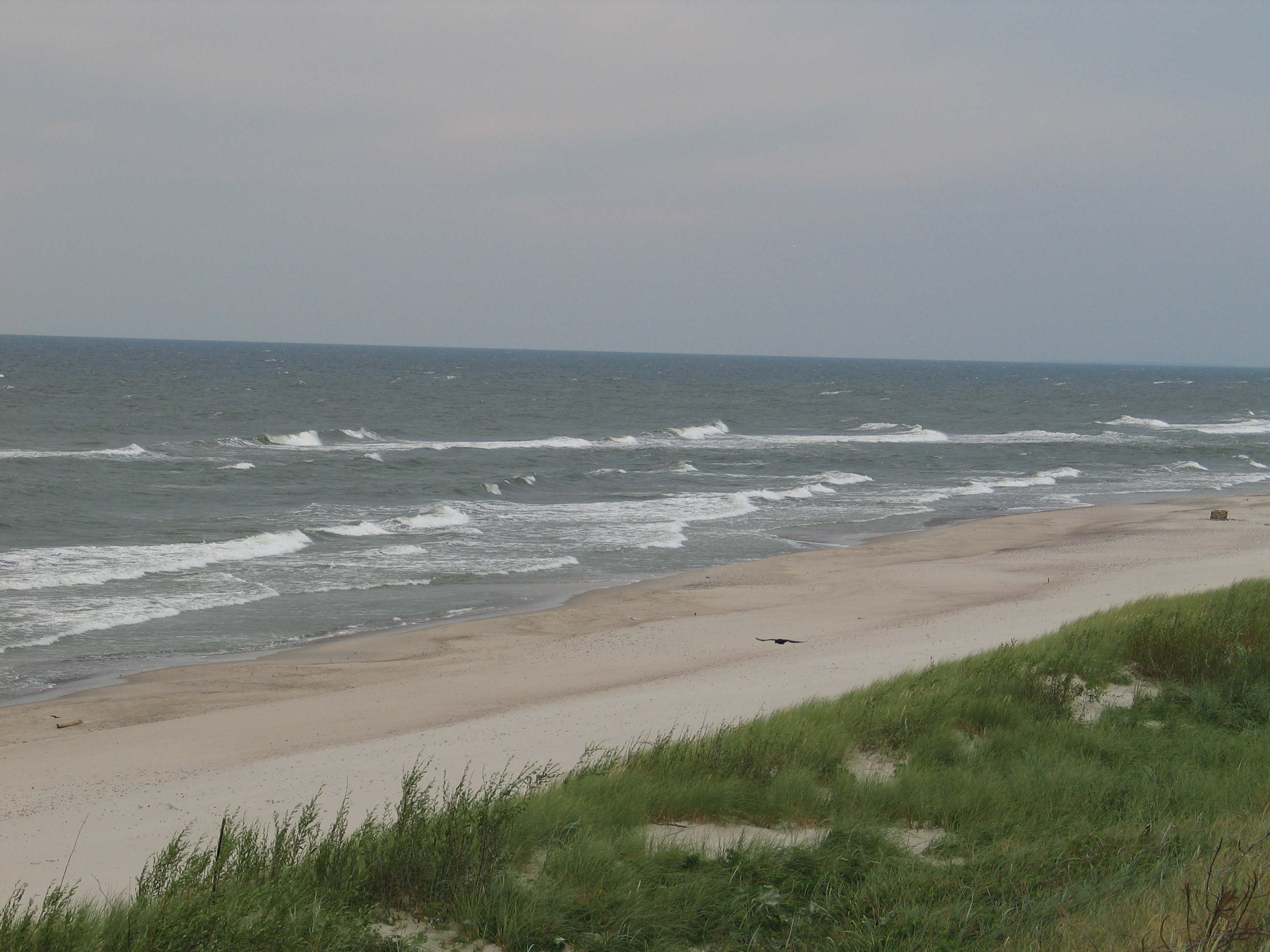
Куршська коса
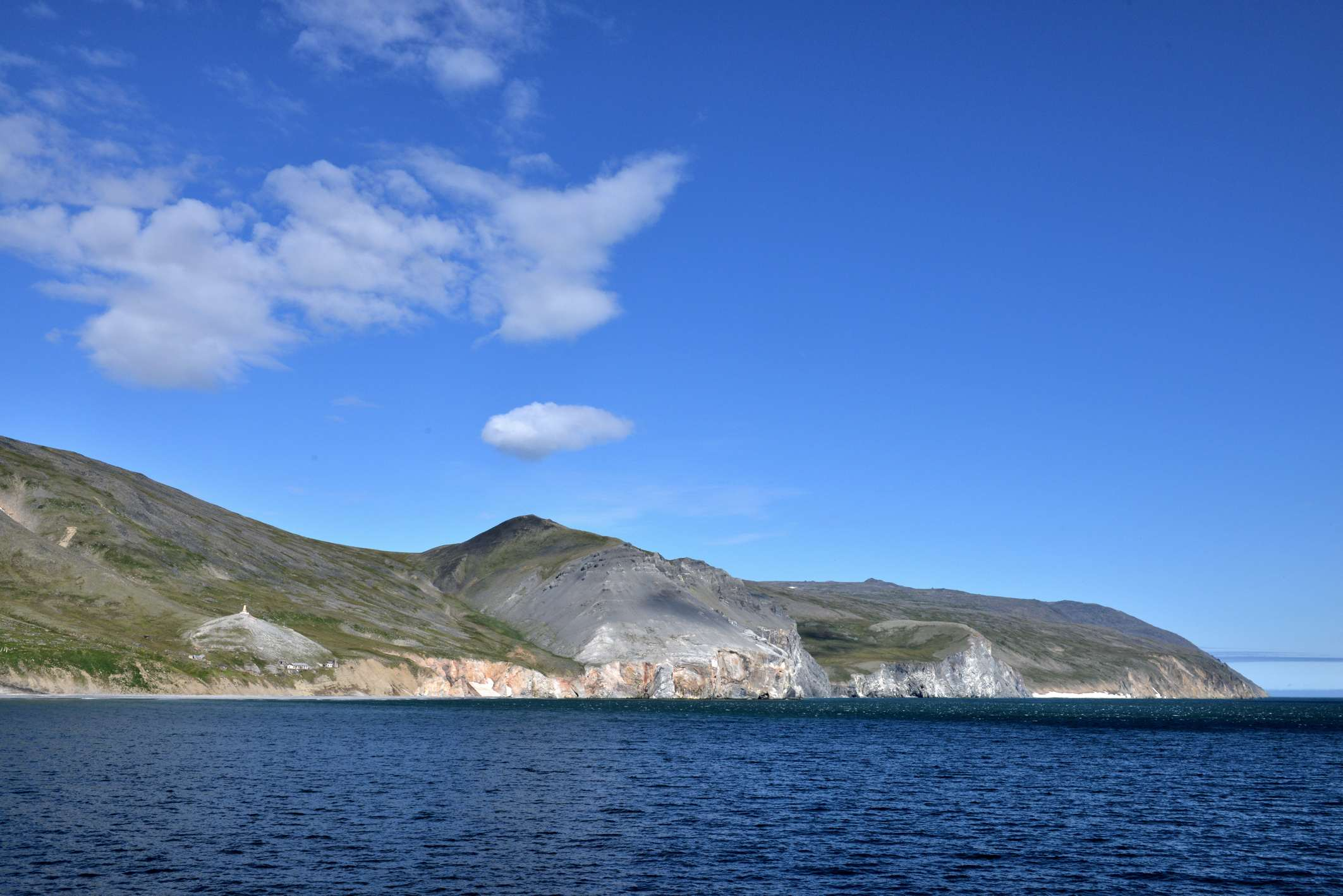
Мис Дежньова
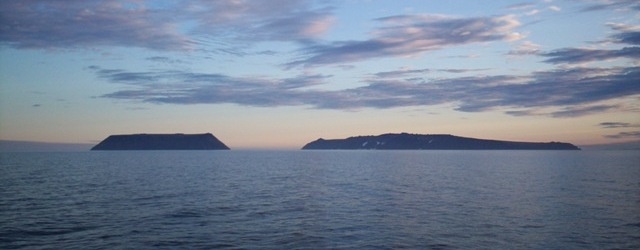
Острови Діоміда, острів Ратманова праворуч

### Час

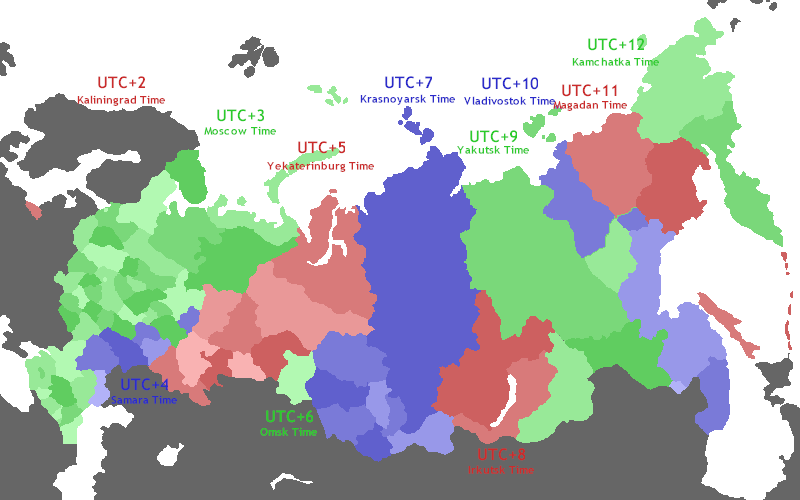
Годинні пояси Російської Федерації

Час у Росії: у столиці країни, у Москві — UTC+3 (+1 година різниці часу з Києвом). Територія держави лежить у 11 годинних поясах (2 було додано 2014 року):
- USZ1 — калінінградський час MSK-1 (UTC+2);
- MSK — московський час MSK (UTC+3);
- SAMT — самарський час MSK+1 (UTC+4);
- YEKT — єкатеринбурзький час MSK+2 (UTC+5);
- OMST — омський час MSK+3 (UTC+7);
- KRAT — красноярський час MSK+4 (UTC+7);
- IRKT — іркутський час MSK+5 (UTC+8);
- YAKT — якутський час MSK+6 (UTC+9);
- VLAT — владивостоцький час MSK+7 (UTC+10);
- MAGT — магаданський час MSK+8 (UTC+11);
- PETT — камчатський час MSK+9 (UTC+12).

## Геологія

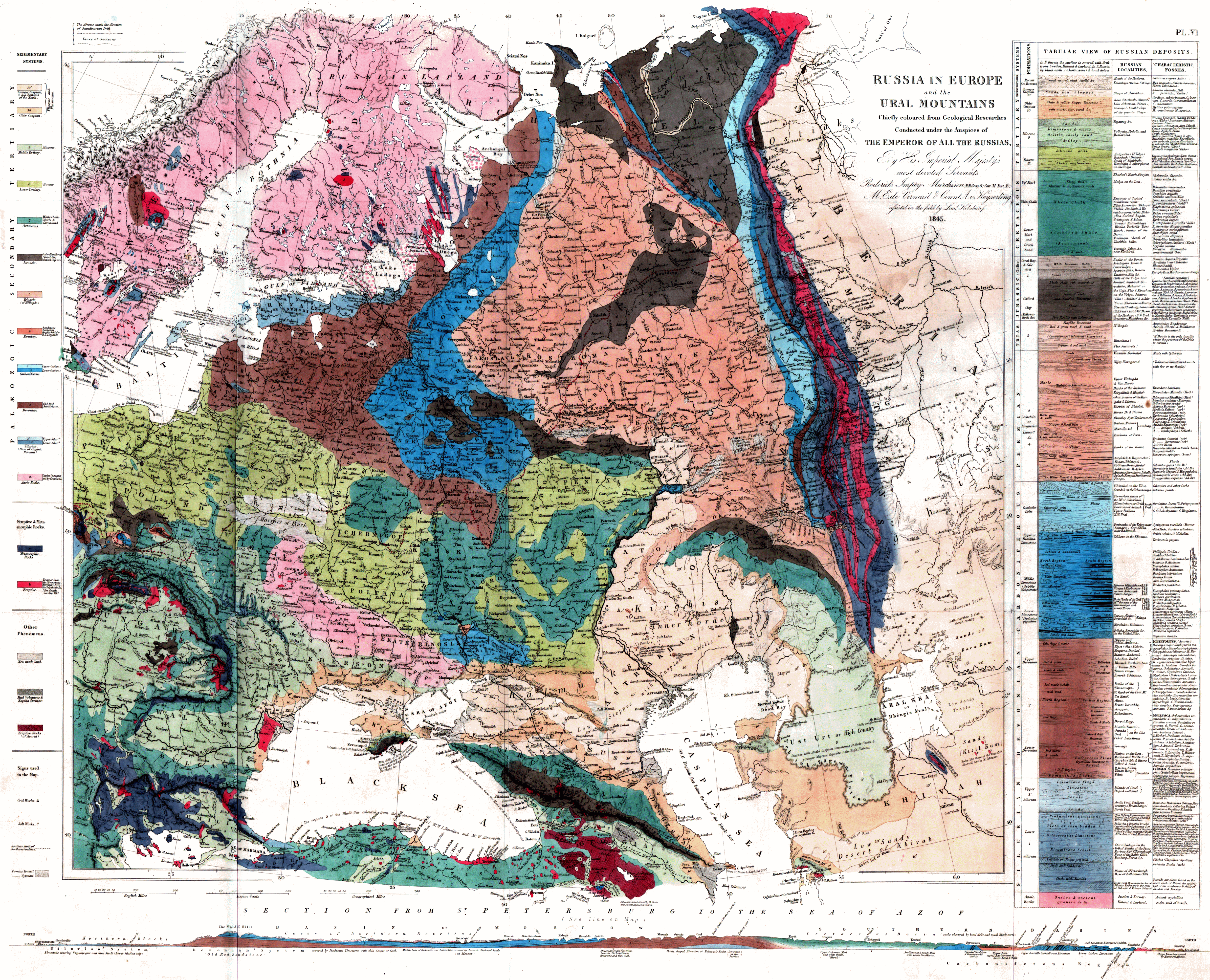
Геологічна карта європейської Росії, 1845 рік
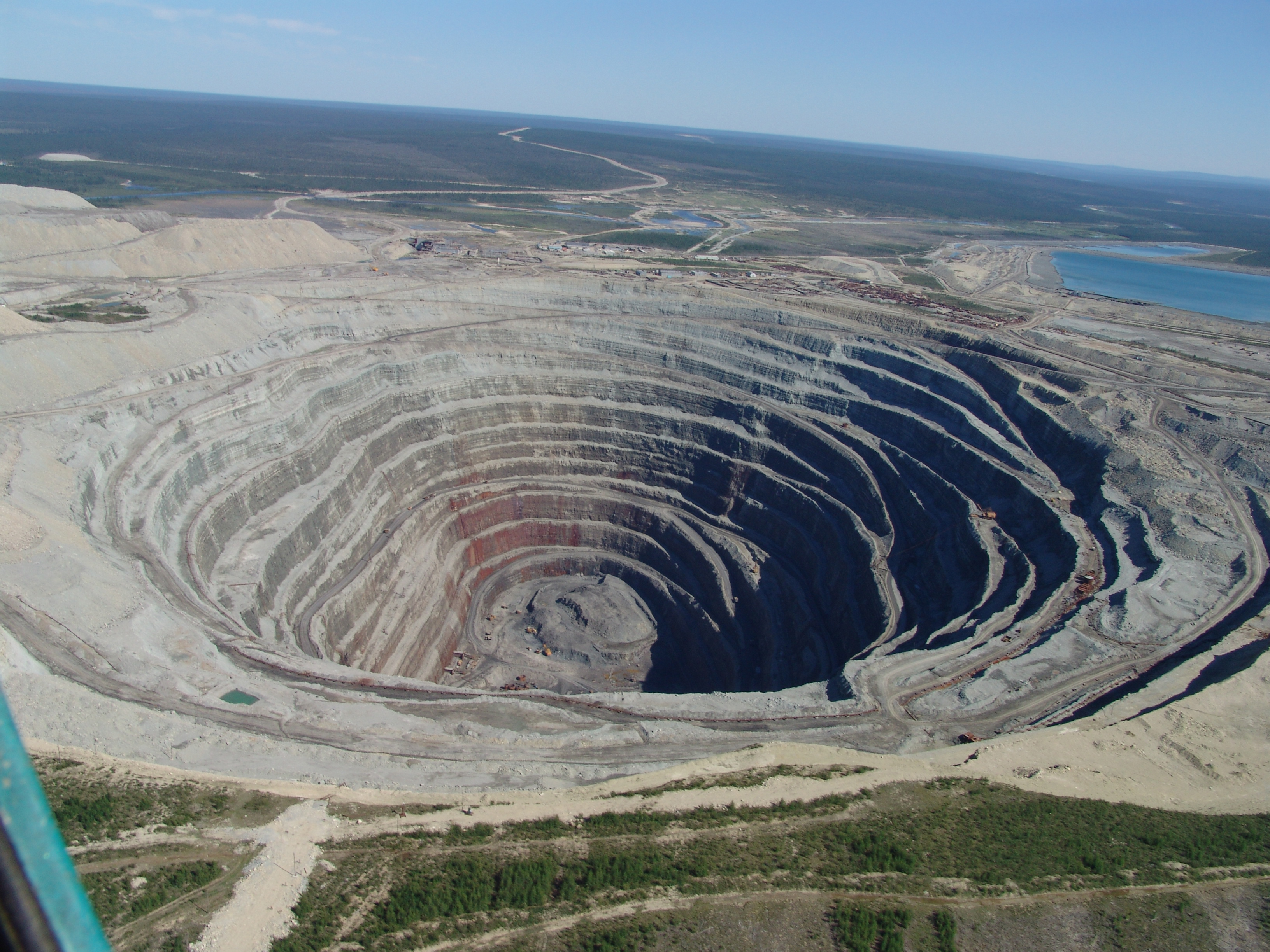
Видобуток алмазів, трубка Удачна
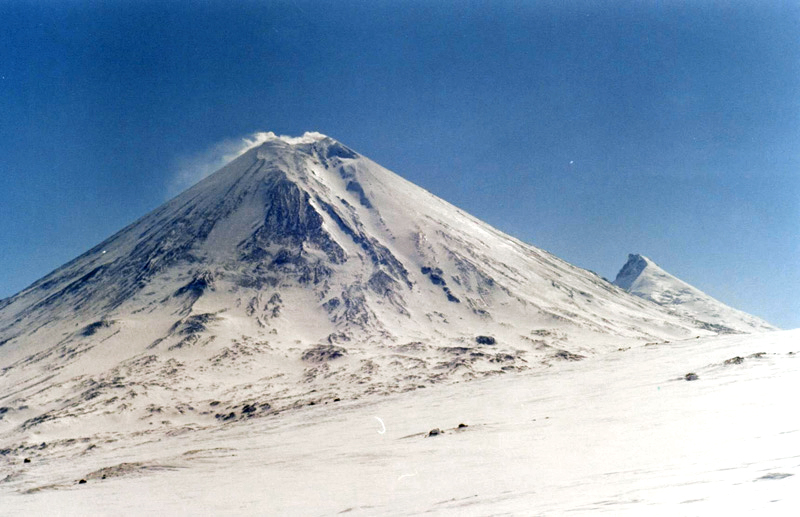
Вулкан Ключевська Сопка
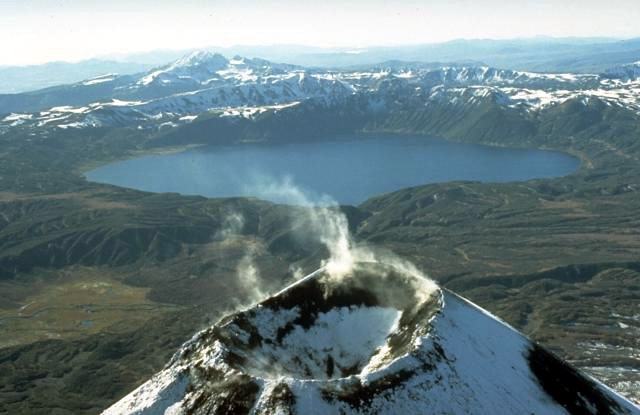
Кальдера вулкана Академії Наук, Камчатка
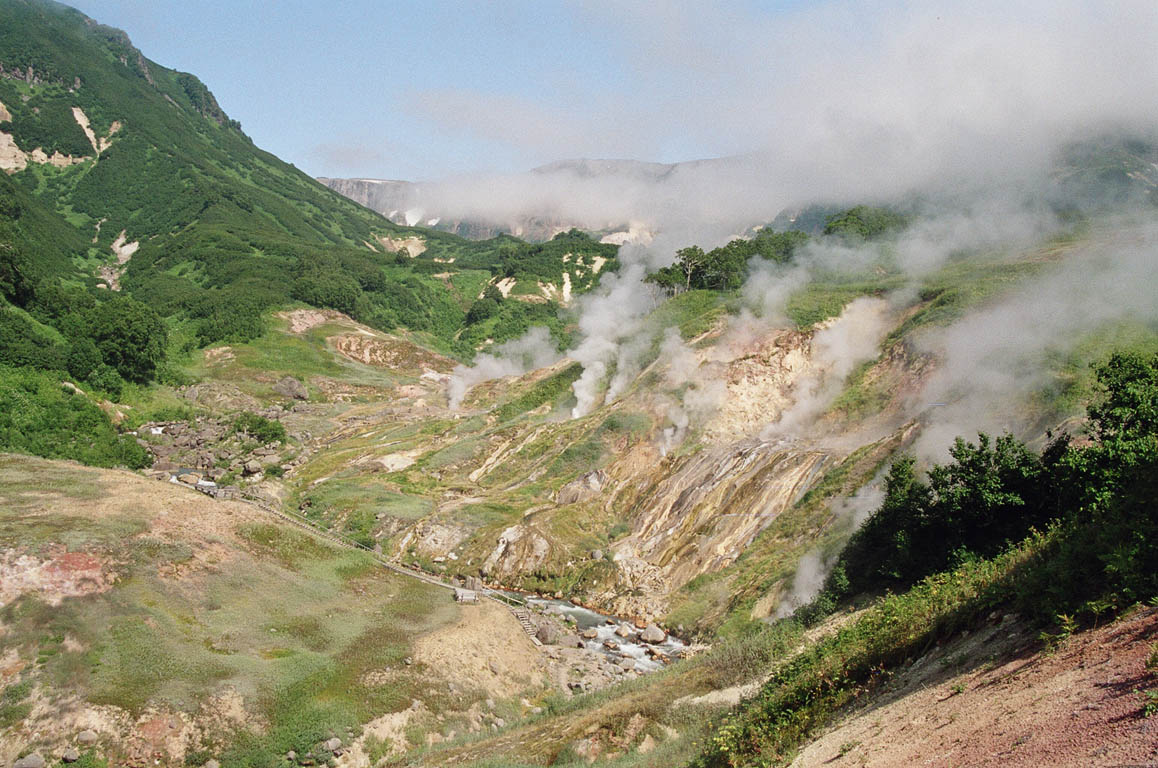
Долина Гейзерів, Камчатка

### Корисні копалини
Надра Російської Федерації багаті на велику кількість корисних копалин: одні з найбільших в світі запасів нафти, природного газу, кам'яного вугілля, мінералів стратегічного значення, рідкісноземельних металів.

### Вулканізм
Вулкани Авачинський і Коряцький були включені у 1990-х роках до програми «Десятиліття вулканів», міжнародної дослідницької програми впливу вулканічної діяльності на людство Міжнародної асоціації вулканології і хімії надр Землі (IAVCEI), як частини програми ООН зі зменшення небезпеки від стихійних лих.

## Рельєф
Середні висоти — 600 м; найнижча точка — рівень Каспійського моря (-28 м); найвища точка — гора Ельбрус (5633 м) на Кавказі, це також найвища вершина Європи. Умовно рельєф Росії можна розділити по Єнісею на західну рівнинну частину і східну — підвищену, гірську. Рівнинна західна частина країни складається із Східноєвропейської рівнини і Західносибірської низовини, розділених Уральськими горами майже навпіл. На півдні підіймаються гори Кавказу, на північному заході — гори Хібіни. Східна гірська половина країни в центрі й на півночі ділиться річкою Лена на дві частини: Середньосибірське плоскогір'я і Індигіро-Колимську гірську країну. На півдні гірської половини країни підіймаються гори Алтаю, Забайкалля, Джугджур і Сіхоте-Аліню.

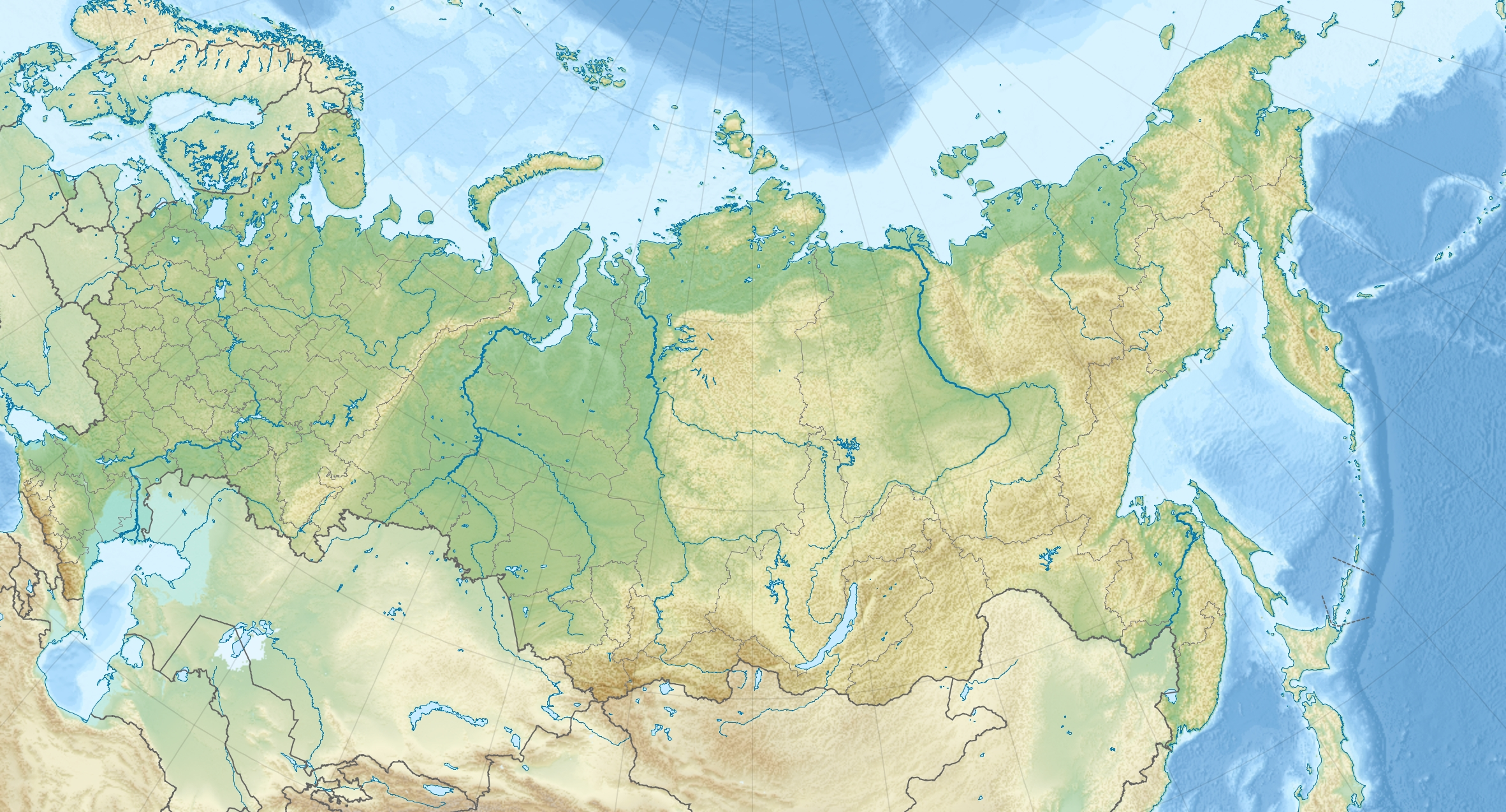
Рельєф Росії
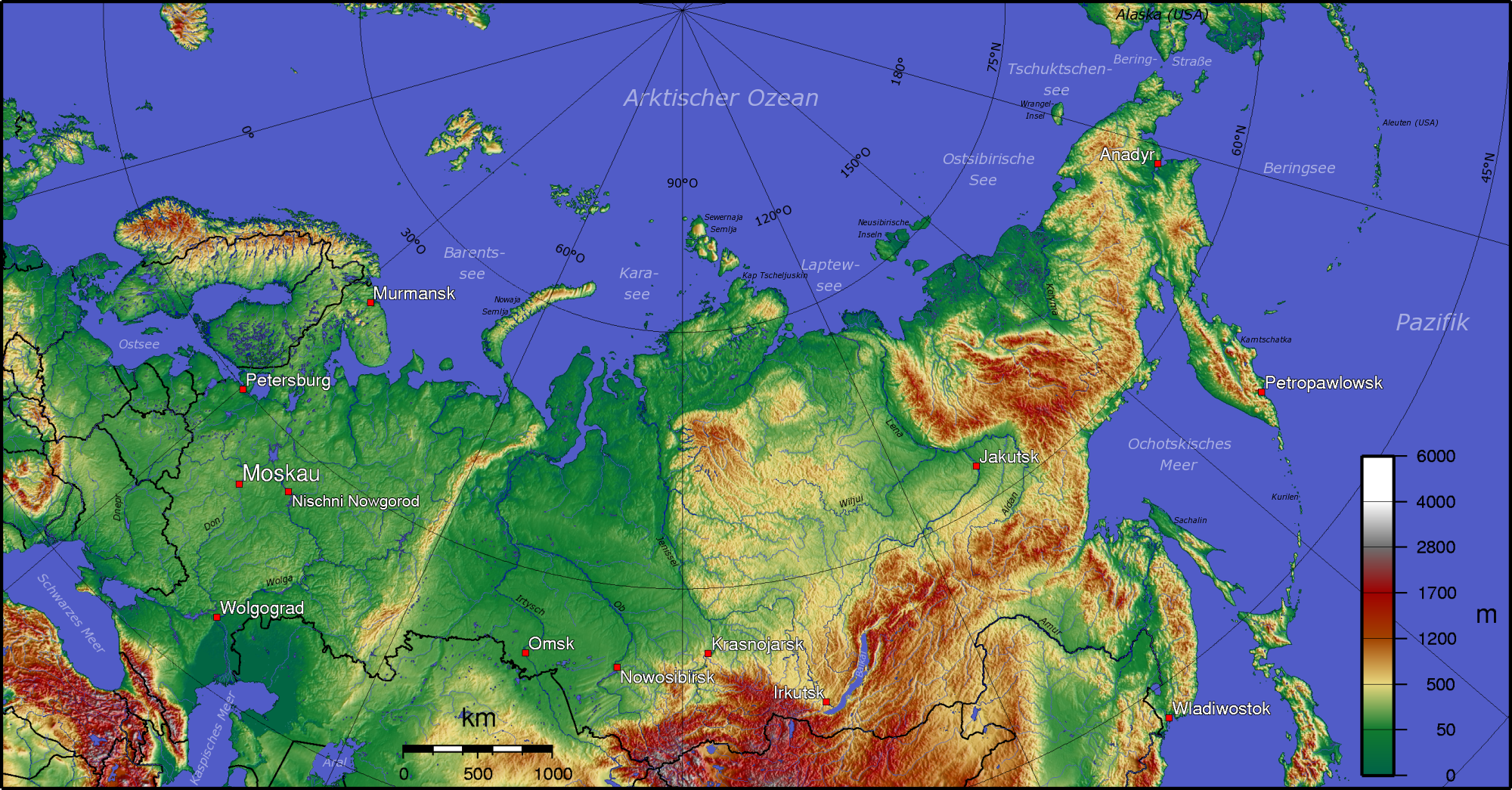
Гіпсометрична карта Росії
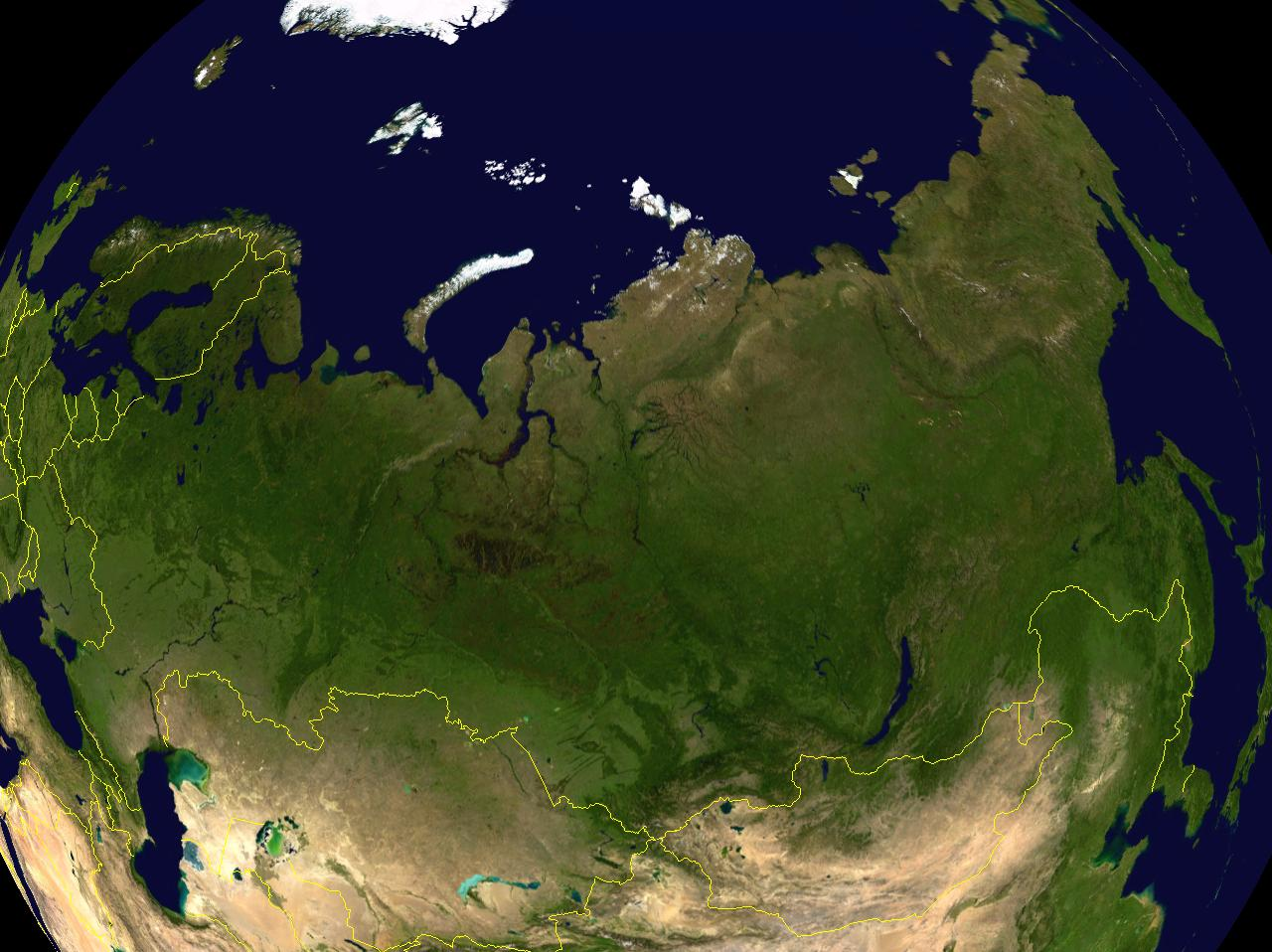
Супутниковий знімок поверхні країни

Велика частина території Росії зайнята рівнинами. Східноєвропейська рівнина (Руська), що на захід від Уральських гір, має середні висоти поверхні 100 м над рівнем моря. Рельєф північної частини Росії сформувався під впливом заледеніння і подальшої річкової ерозії. Карелія і Кольський півострів належать до Балтійського кристалічного щита. Тут переважають хвилясті рівнини з одним масивом низьких гір (Хібіни) і безліччю озер. Розташовані південніше Ладозьке і Онезьке озера знаходяться в низовинній смузі, що продовжується на схід від Фінської затоки. Височини центральної Росії сягають 300 м. Валдайська і Смоленсько-Московська височини маркують кордон останнього плейстоценового заледеніння. Південніше знаходяться Середньоруська і Приволзька височини, відмінні хвилястим рельєфом і розвиненою мережею ярів. Широкі долини річок — Волги, Дону і їх приток обрамовані крутими правими схилами, тоді як ліві береги низовинні. На півдні Російська рівнина переходить в Причорноморську і Прикаспійську низовини. Між Чорним і Каспійським морями розташовані Кавказькі гори висотою до 5642 м. Гори Кавказу досить молоді і динамічні, оскільки знаходяться в зоні зіткнення Євроазіатської літосферної плити з Аравійською. Прикаспійська низовина має абсолютні висоти нижчі за рівень Світового океану. Вона тягнеться від північного узбережжя Каспійського моря до Волгограда. У її межах Волга тече древнім дном Каспійського моря аж до Астрахані і утворює дельту з численними рукавами. На сході Руська рівнина обмежена ланцюгом Уральських гір, що протяглися з півночі на південь більш ніж на 2 тис. км. Їх північним продовженням є острови на шельфі Північного Льодовитого океану — Вайгач і Нова Земля, частково вкриті льодовиками. Горам]]и Уралу проходить кордон між Європою і Азією. Це древні, сильно зруйновані гори. Середні висоти Уралу не перевищують 600 м, найвища точка — гора Народна на півночі (1895 м). Західні схили Уральських гір пологі, хвилясті, а східні круто обриваються до Західносибірської рівнини. Урал багатий корисними копалинами.

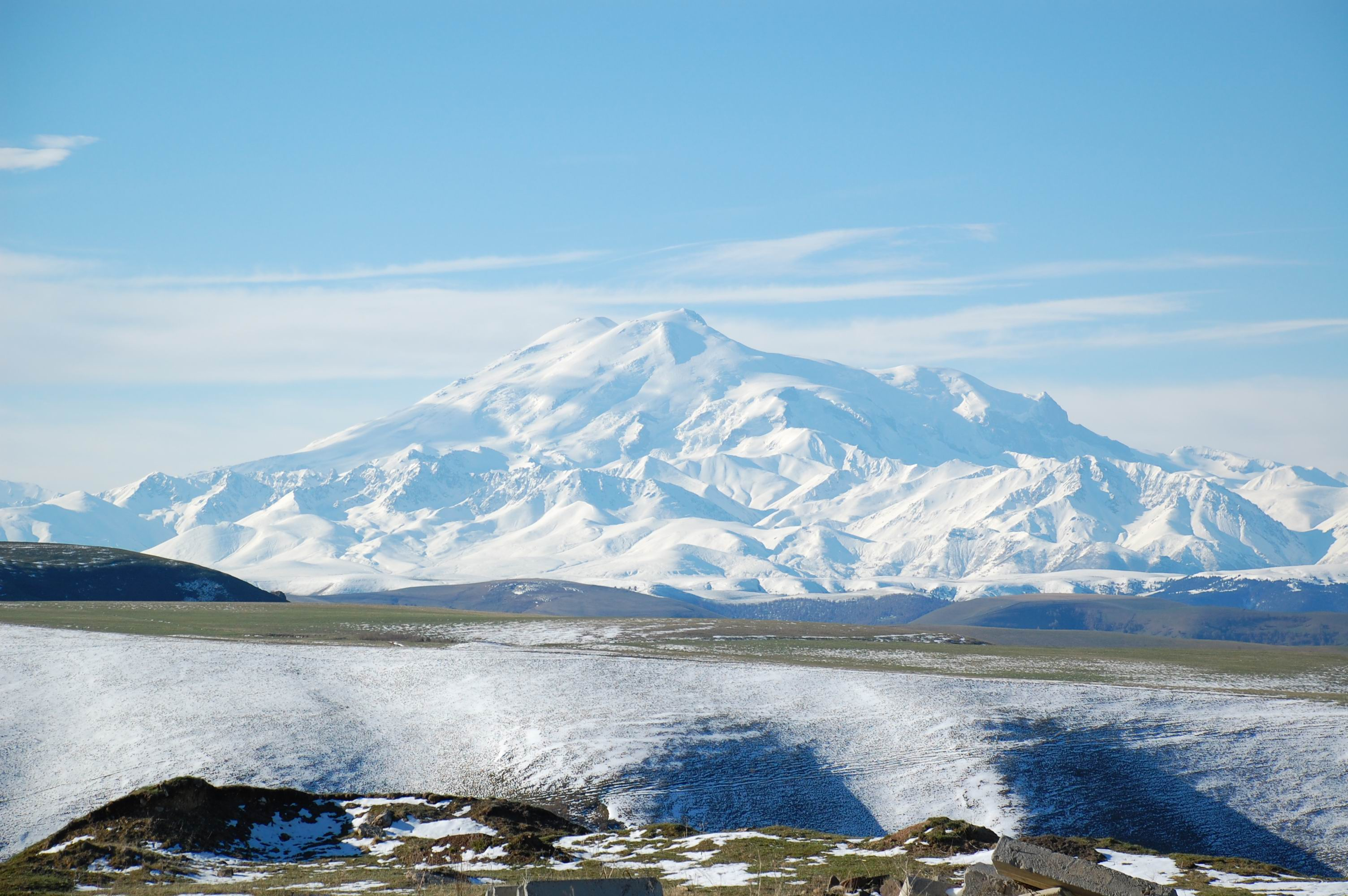
Гора Ельбрус, Великий Кавказ
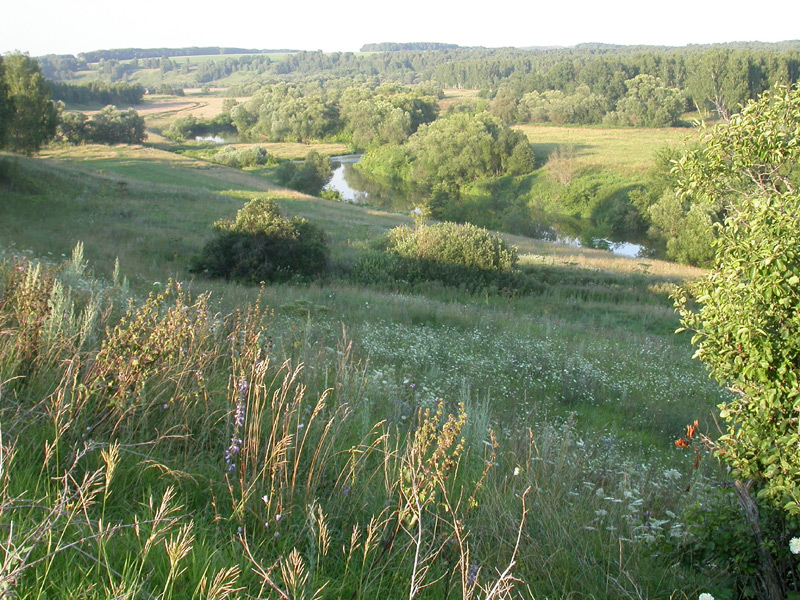
Середньоруська височина, річка Осетр
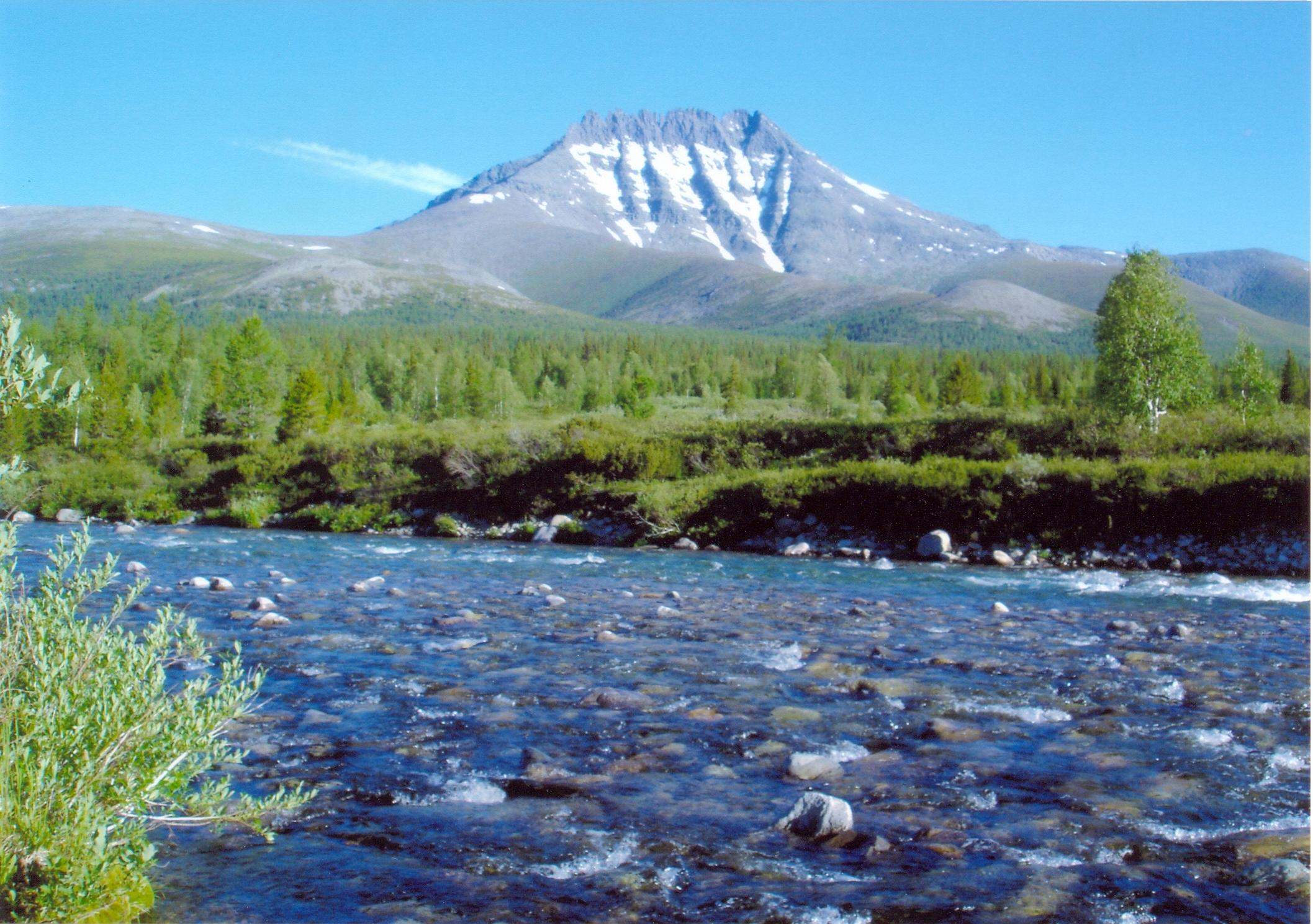
Гора Манарага, Приполярний Урал
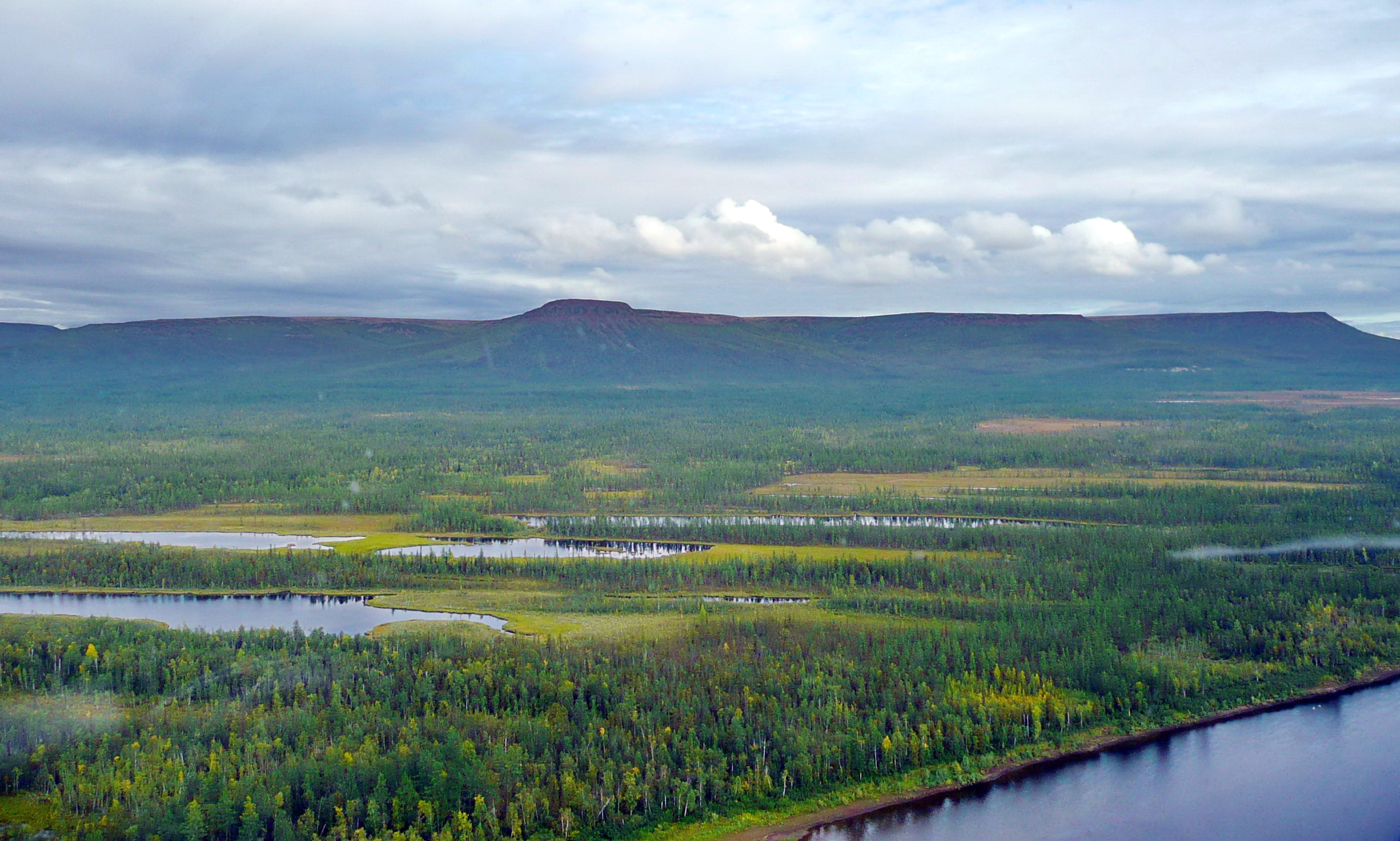
Плато Путорана, Середньосибірське плоскогір'я
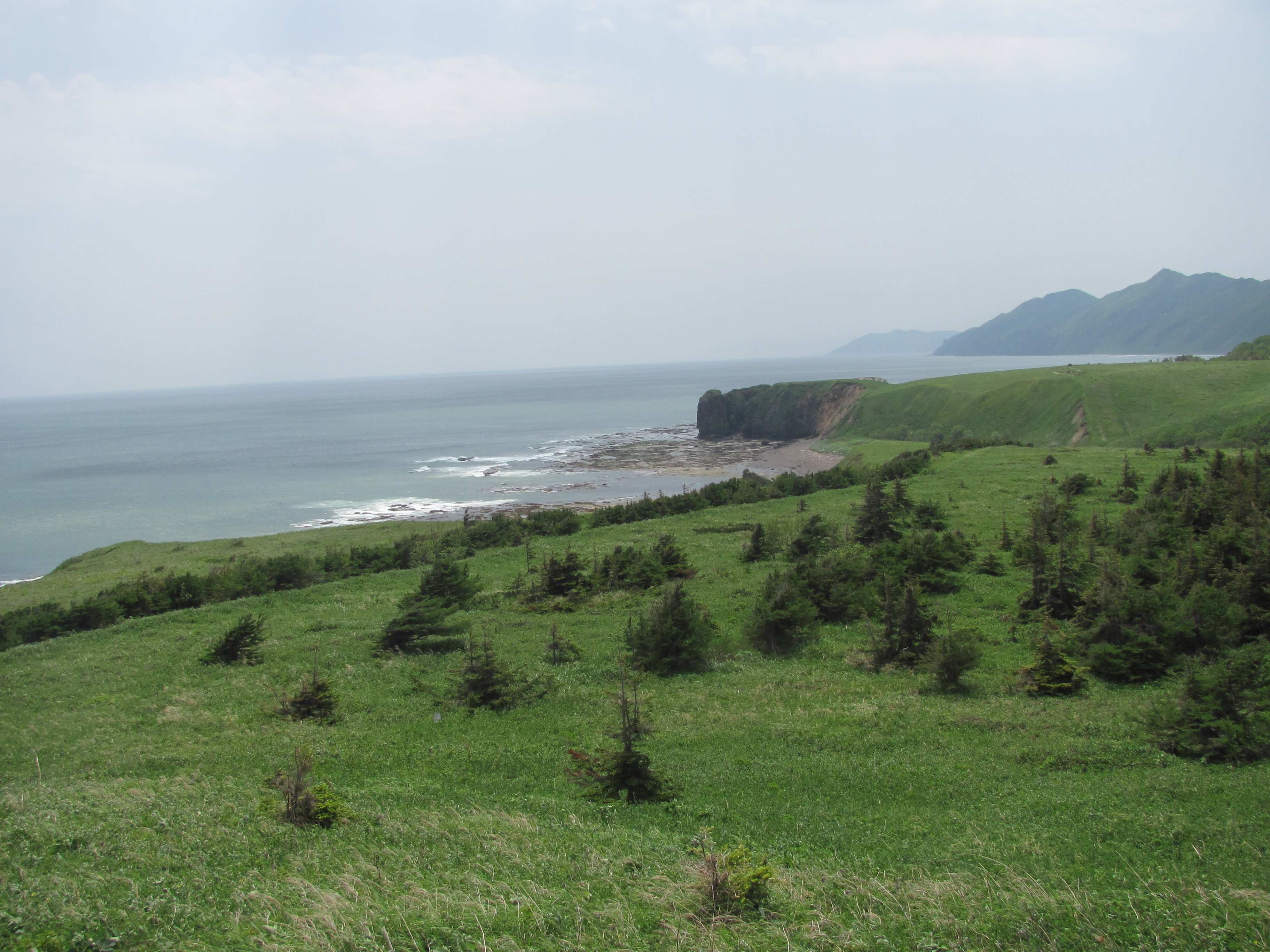
Острів Сахалін

Західно-Сибірська рівнина, одна з найбільших рівнинних територій земної кулі, відрізняється плоскою заболоченою поверхнею, що підіймається на 50-100 м над рівнем моря. Дренується річками басейну Обі і тягнеться між Уральськими горами і річкою Єнісей. У її серединній частині знаходяться сильно заболочена Середньообська низовина і Васюганська рівнина, де відкриті і експлуатуються величезні запаси нафти і газу. На південному сході рівнина переходить в Алтайські гори і Саяни висотою до 4506 м (гора Білуха).
Велику частину Східного Сибіру займає Середньо-Сибірське плоскогір'я. Його поверхня глибоко розчленована, а висоти коливаються від 500 до 1700 м над рівнем моря. Найбільш висока частина плоскогір'я — гори Путорана (район Норильська) висотою 1500—1600 м, з багатими родовищами кольорових металів. На крайній півночі Східного Сибіру розташована Сибірська низовина і гори Бирранга (півострів Таймир) висотою до 1100 м. На крайньому півдні Середньо-Сибірське плоскогір'я переходить в Східні Саяни висотою до 3491 м (гора Мунку-Сардик). За озером Байкал і річкою Лена плоскогір'я переходить в хребти, досягаючи висоти 4750 м на Камчатці (Ключевська сопка). Тут виділяються Яблоновий хребет висотою до 1680 м над рівнем моря, Станове, Алданське, Колимське і Корякське нагір'я, Верхоянський хребет і хребет Черського з висотами до 3147 м (гора Побєда). На Тихоокеанське узбережжя виходить Серединний хребет з 28 діючими вулканами на півострові Камчатка, хребти Джугджур і Сіхоте-Аліньвисотою до 1906 м (гора Топко).

## Клімат
Територія Росії лежить у чотирьох кліматичних поясах, з півночі на південь: полярному (арктичне узбережжя Сибіру, арктичні архіпелаги), субполярному (північ Сибіру і європейської частини), помірному (основний масив території) і незначною частиною в субтропічному (чорноморське узбережжя Кавказу).
В Арктиці увесь рік панують полярні повітряні маси. Поверхня скута кригою цілий рік. Відносно м'яка морозна зима, прохолодне літо, у Сибіру клімат значно континентальніший. Загалом опадів мало, арктична пустеля.
У субарктичному поясі влітку переважають помірні повітряні маси, взимку — полярні. Чітко відстежується сезонна зміна переважаючих вітрів. Досить великі річні амплітуди температури повітря, у Сибіру найбільші на планеті. Прохолодне сире літо з туманами на узбережжях, вітряна волога зима; в глибині континенту клімат набагато суворіший, взимку у горах набагато тепліше ніж внизу в долинах. Зона утворення багаторічної мерзлоти, на водоймах крига (на річках влітку може зберігатись у вигляді полію).
Більша частина території країни лежить в помірному поясі з підтипами від напівморського на заході до суворо континентального в Сибіру й мусонним на Далекому Сході. Над територією країни превалюють помірні повітряні маси цілий рік, панівний західний масоперенос. Значні сезонні амплітуди температури повітря, які збільшуються із заходу на схід вглиб континенту, і знов зменшуються на далекосхідному узбережжі. Літо жарке, спекотне вглибині континенту, на Далекому Сході вологе, дощове й прохолодне; зима морозна сніжна, на Далекому Сході холодна з великою кількістю снігу. Розподіл атмосферних опадів зменшується із заходу на схід вглиб континенту, і знов збільшується на далекосхідному мусонному узбережжі.
У чорноморських субтропіках клімат м'який. Влітку переважають тропічні повітряні маси з ясною тихою антициклонічною погодою, взимку — помірні з похмурою дощовою досить вітряною циклонічною. Значні сезонні амплітуди температури повітря і розподілу атмосферних опадів, зрідка можливе випадіння снігу.

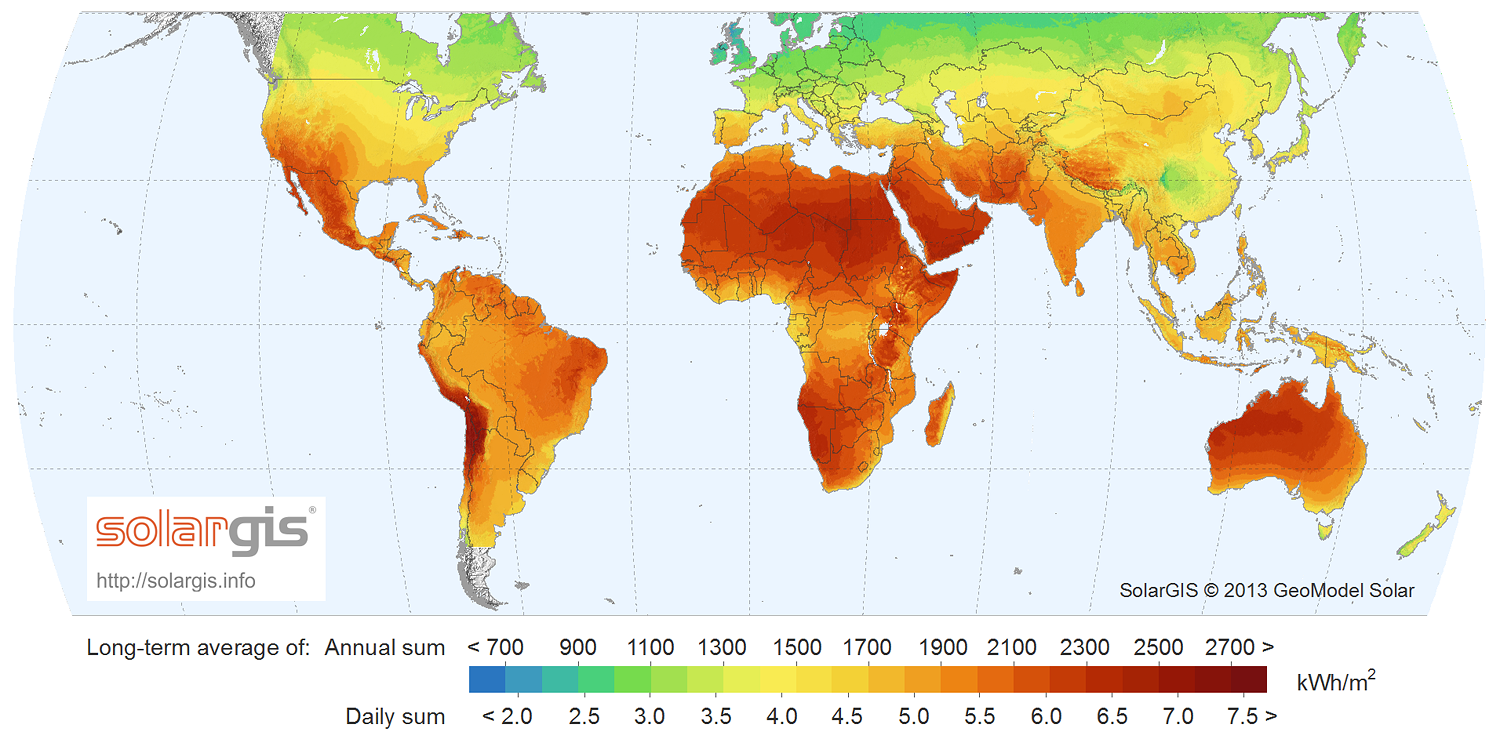
Сонячна радіація (англ.)
Кліматична карта Росії (за Кеппеном)
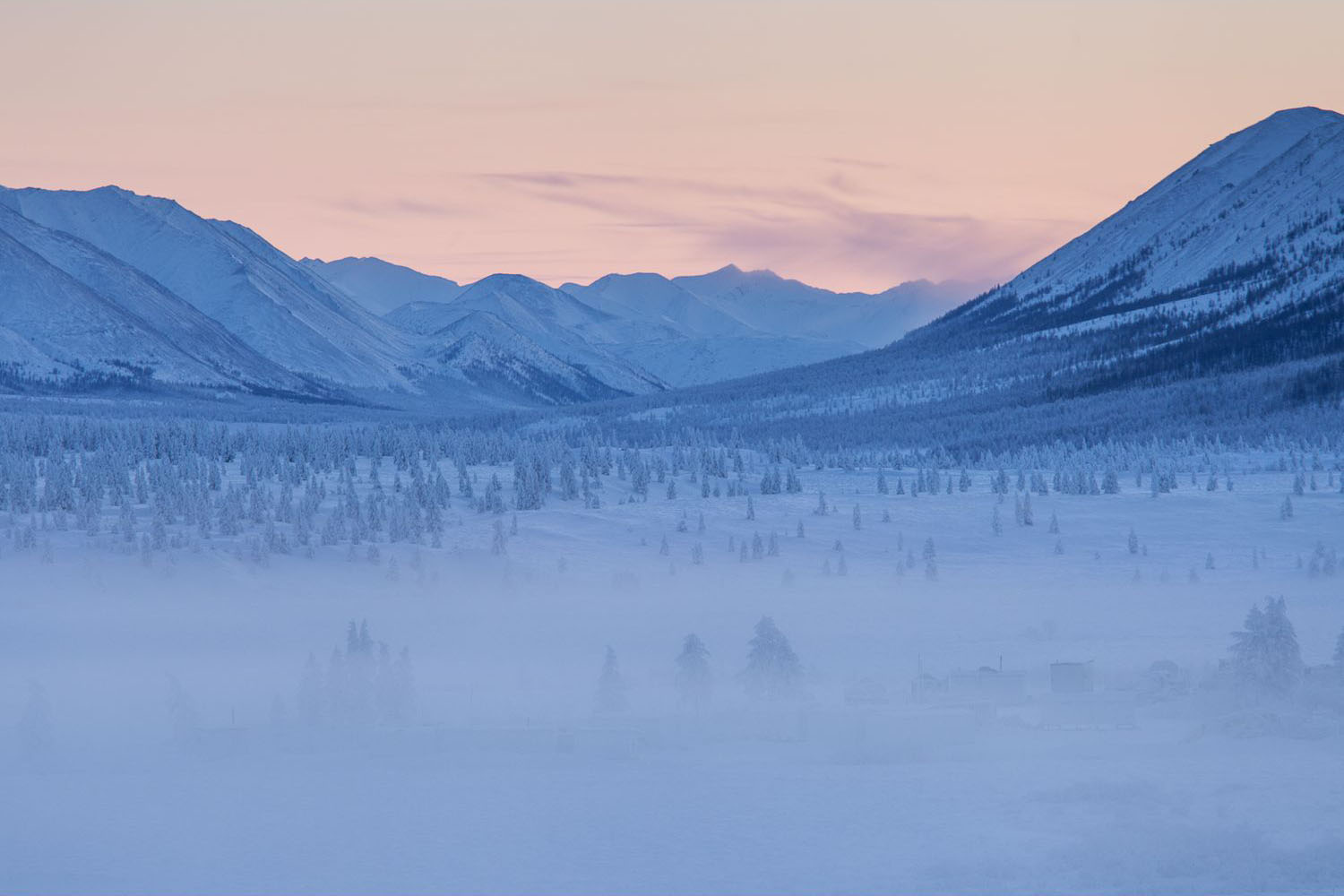
Оймякон, полюс холоду
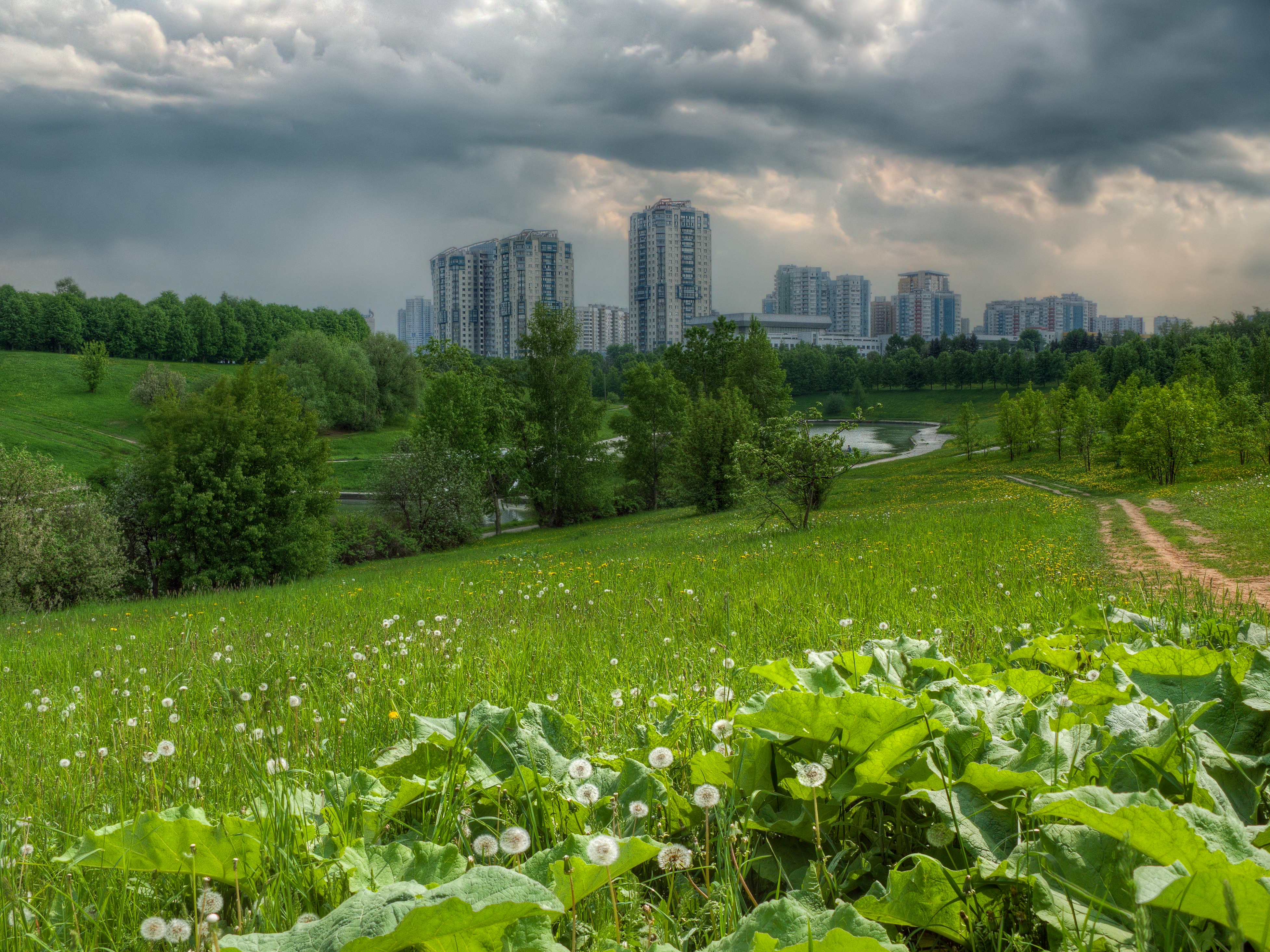
Літо в Москві
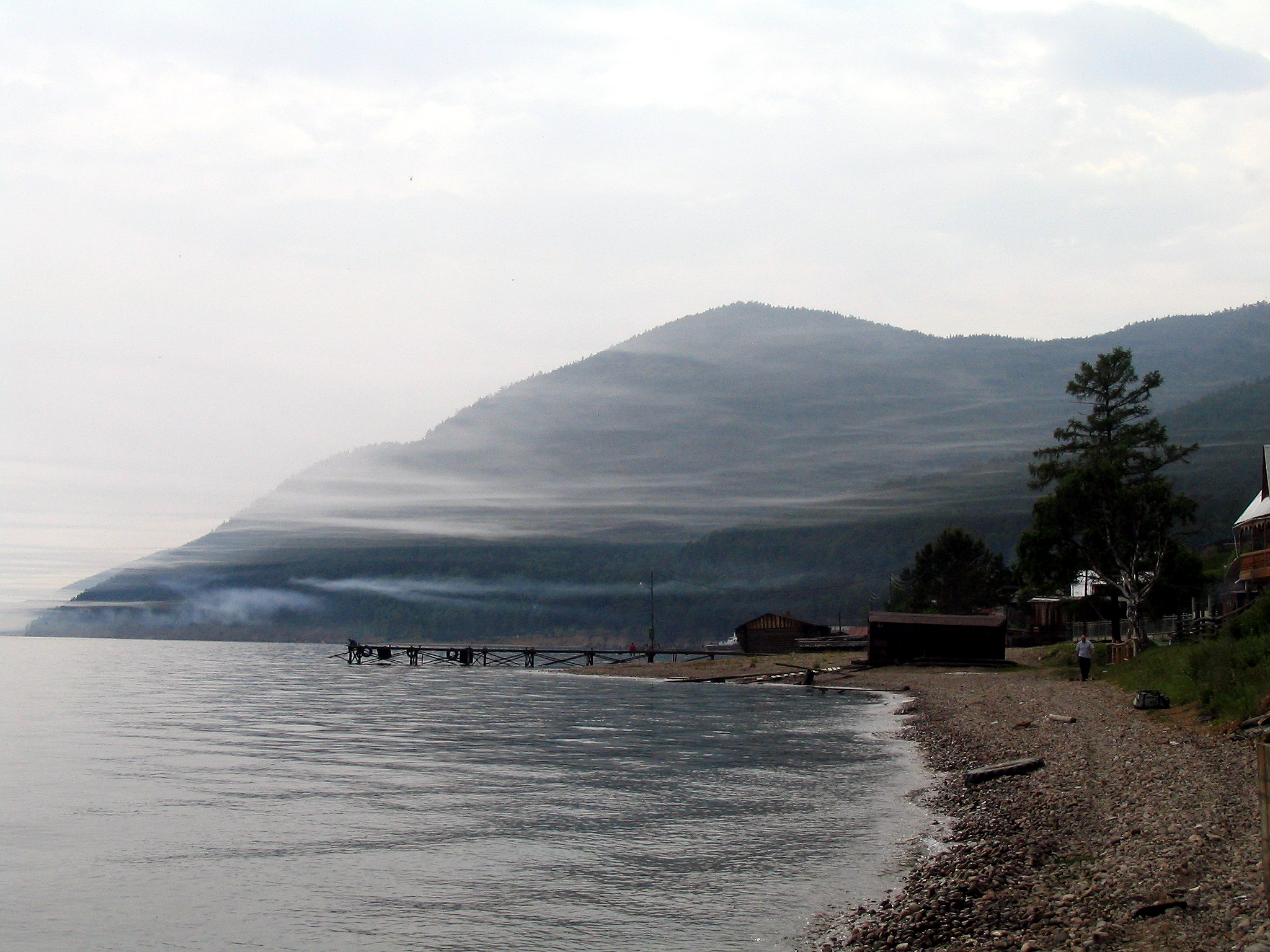
Туман над Байкалом

Росія є членом Всесвітньої метеорологічної організації (WMO), в країні ведуться систематичні спостереження за погодою.

## Внутрішні води
Загальні запаси відновлюваних водних ресурсів (ґрунтові і поверхневі прісні води) становлять 4508 км³. Станом на 2012 рік в країні налічувалось 43 тис. км² зрошуваних земель.

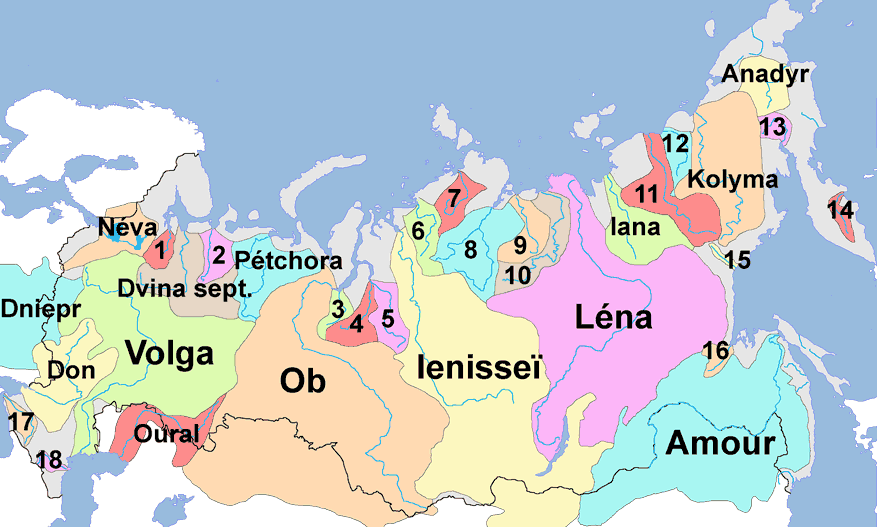
Річкові басейни Росії (фр.)
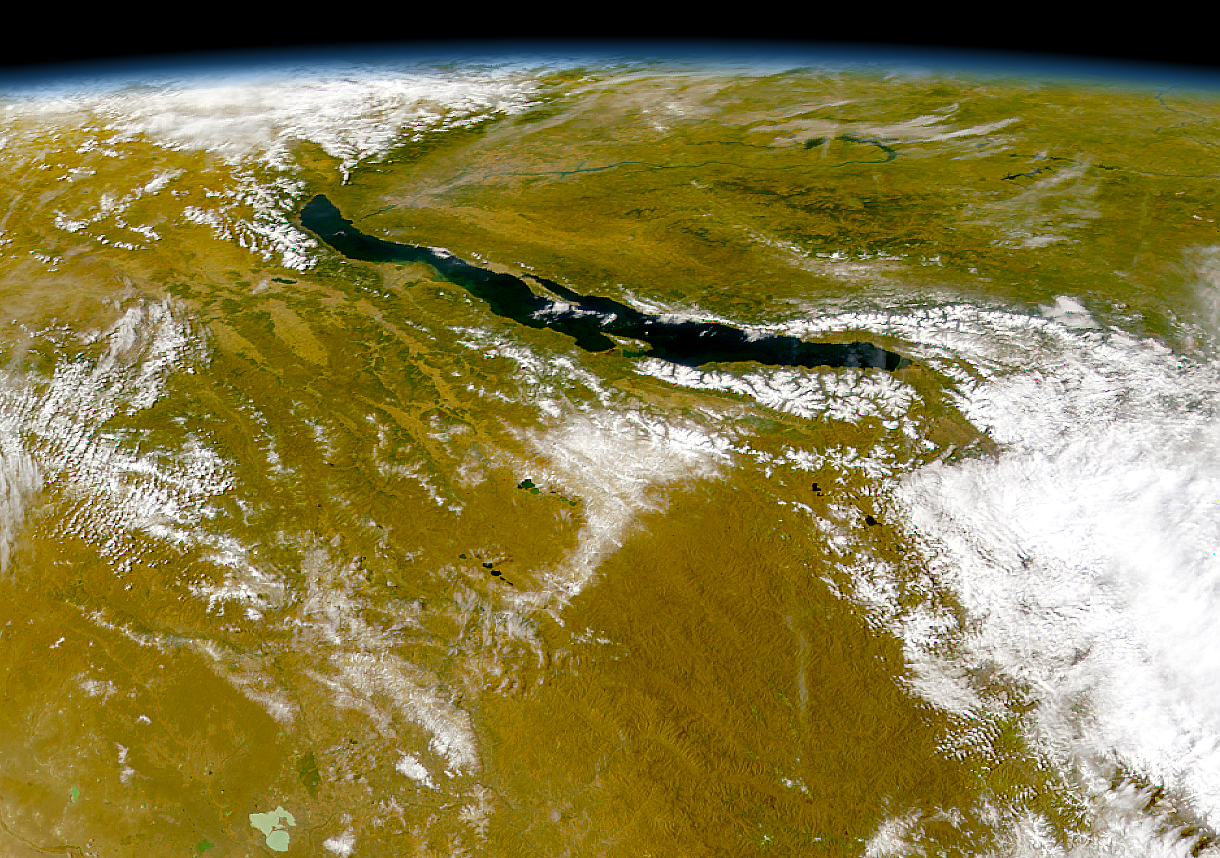
Озеро Байкал з космосу
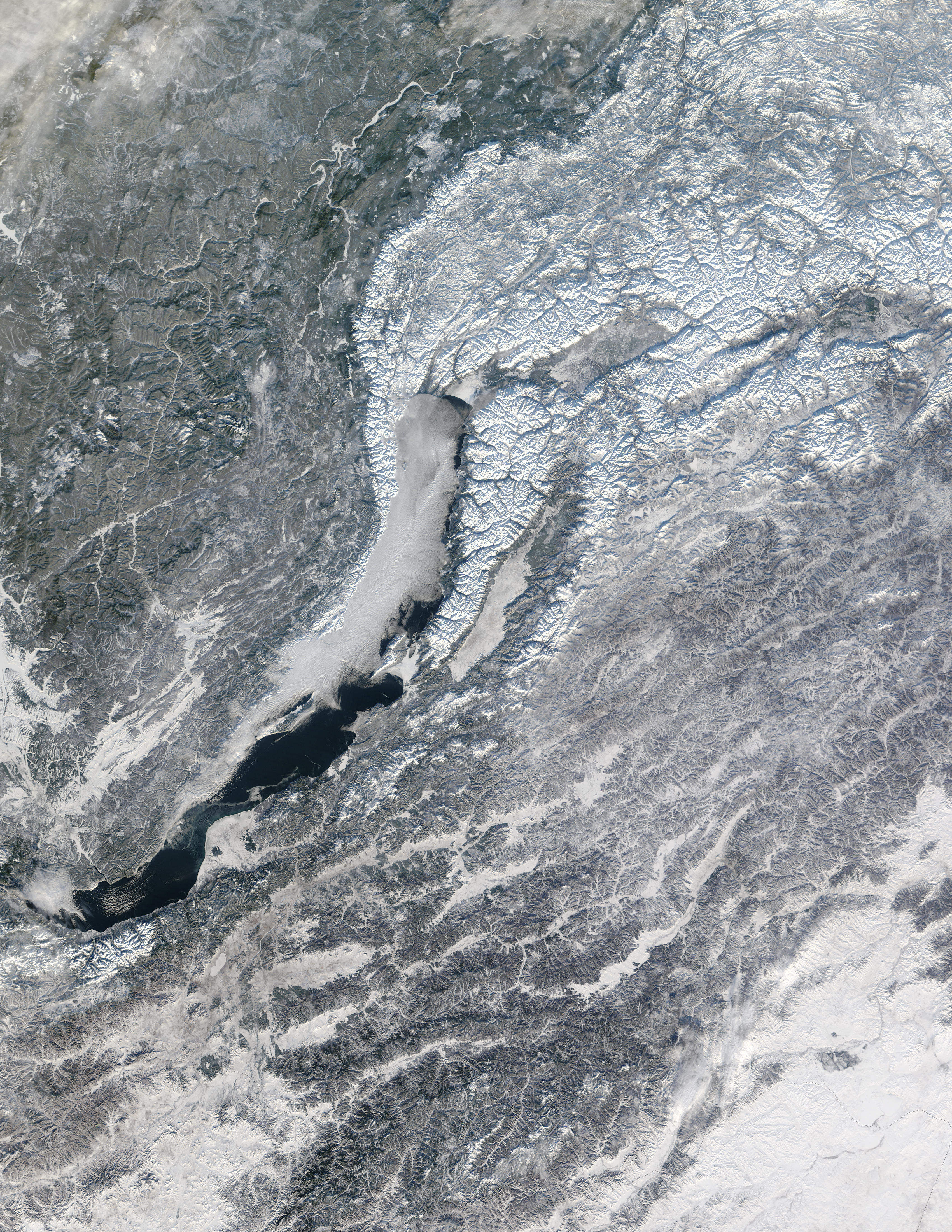
Озеро Байкал взимку, супутниковий знімок

### Річки
Річки країни належать басейнам трьох океанів: північ і Сибір — Північного Льодовитого, захід — Атлантичного, Далекий Схід — Тихого. На півдні значна територія відноситься до безстічного басейну Каспійського моря — водостічний басейн Волги. Найбільші річки: Лена, Іртиш, Єнісей, Об, Волга, Амур.

Річки Росії
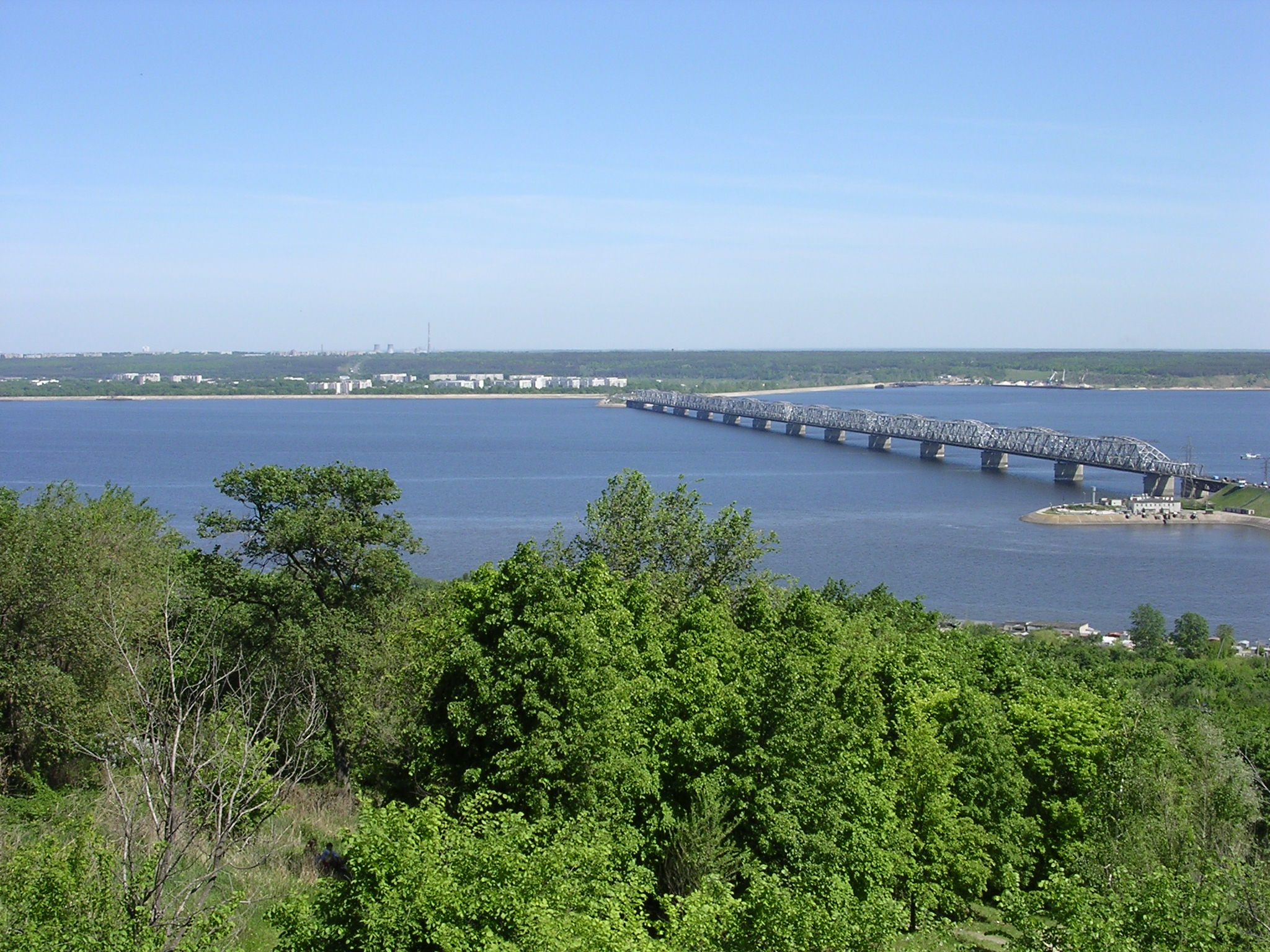
Волга в Ульяновську
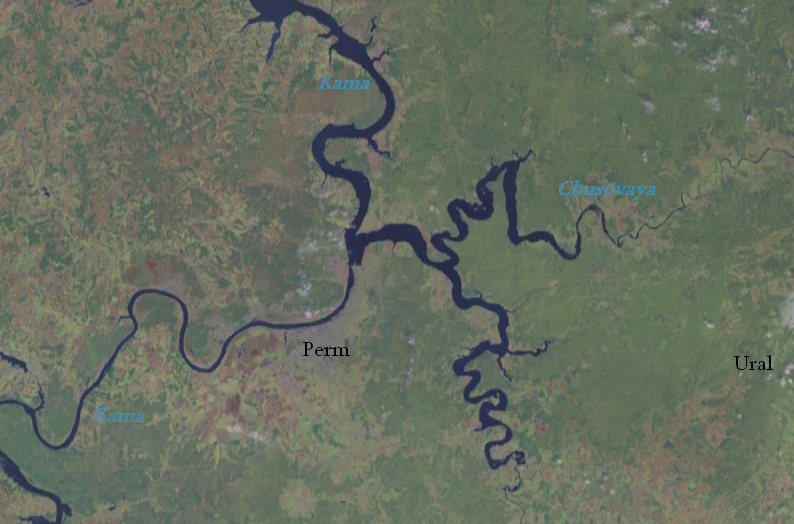
Кама з притокою Чусова з космосу
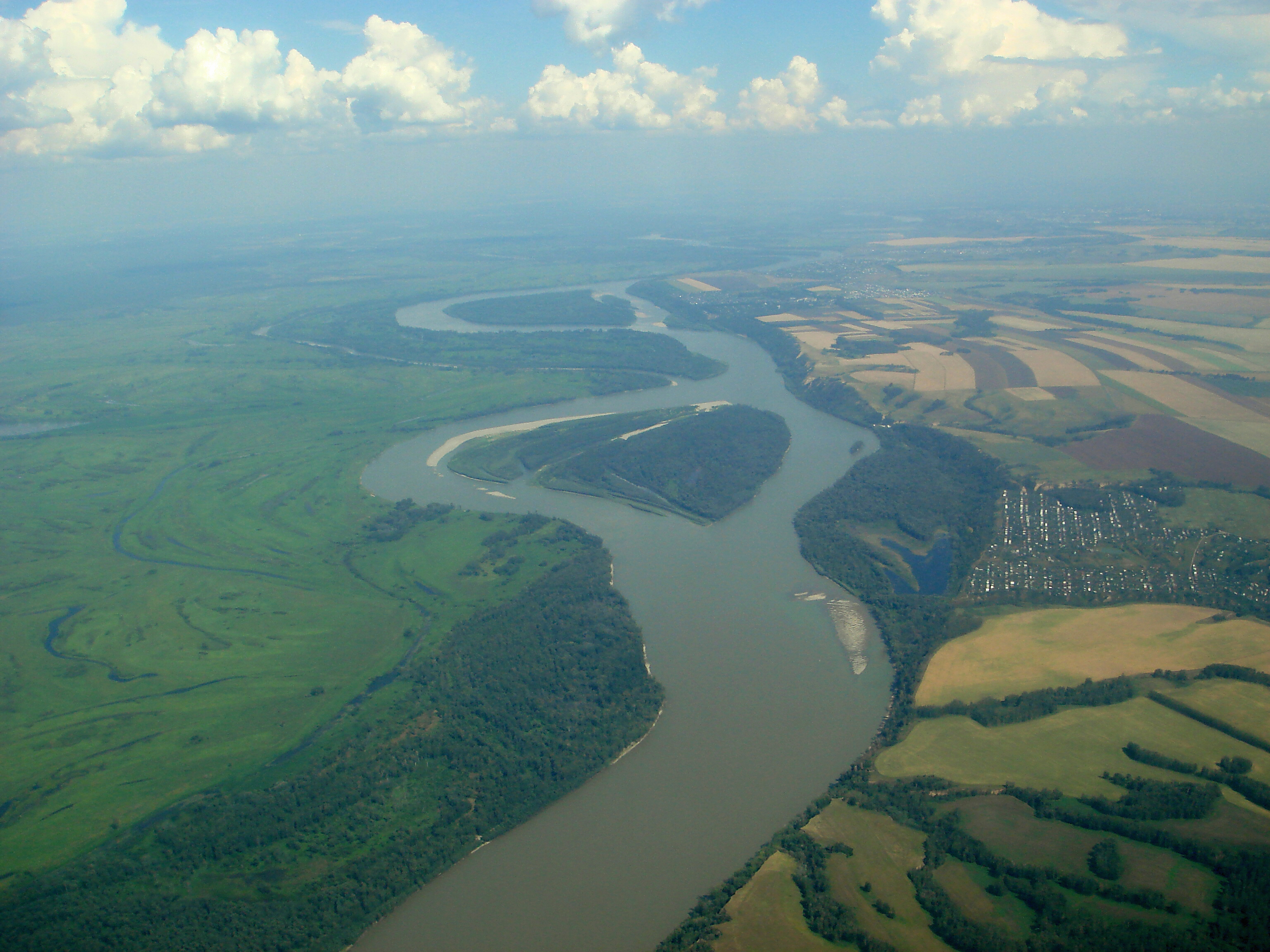
Об у Барнаулі
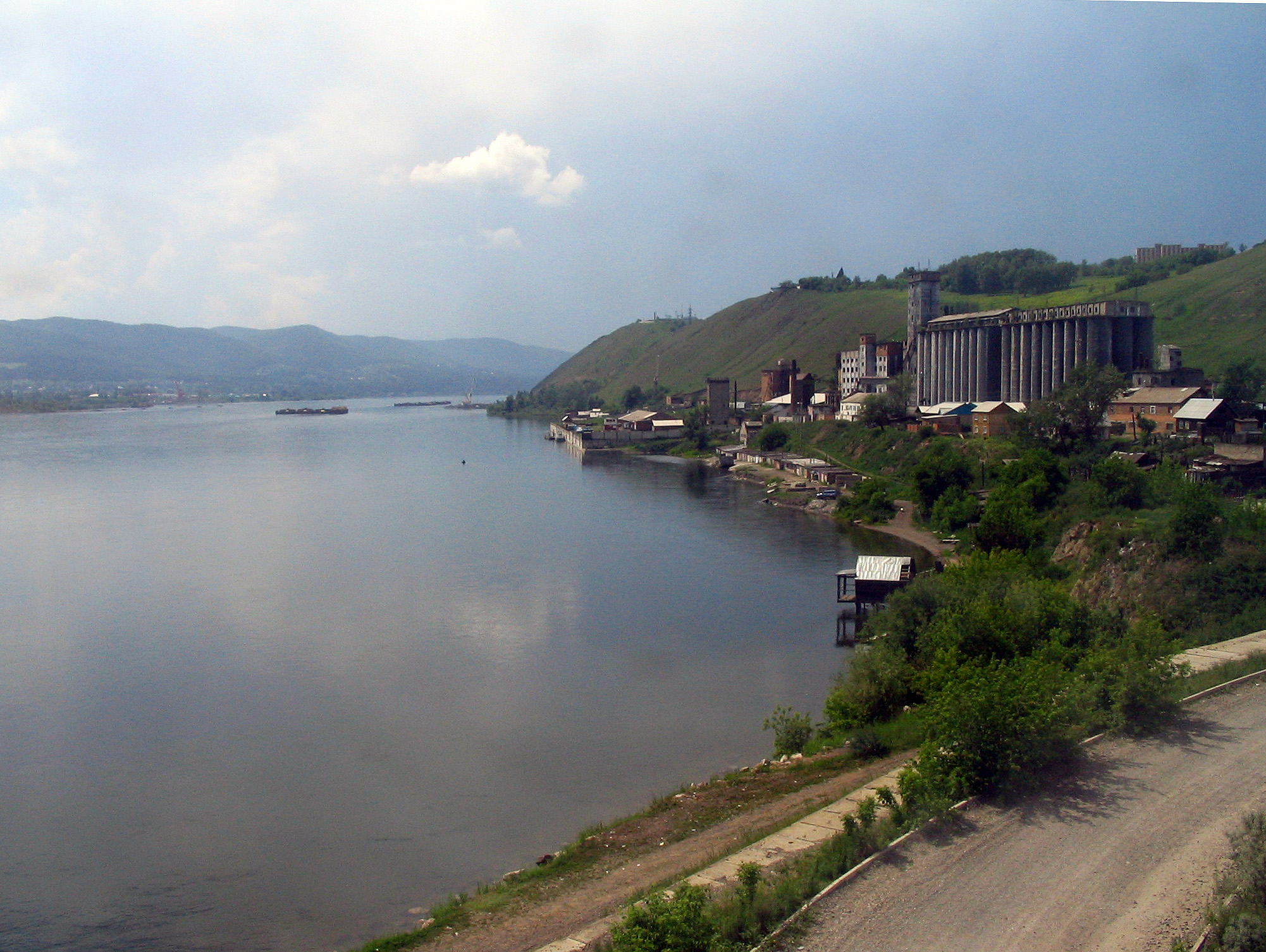
Єнісей в Красноярську
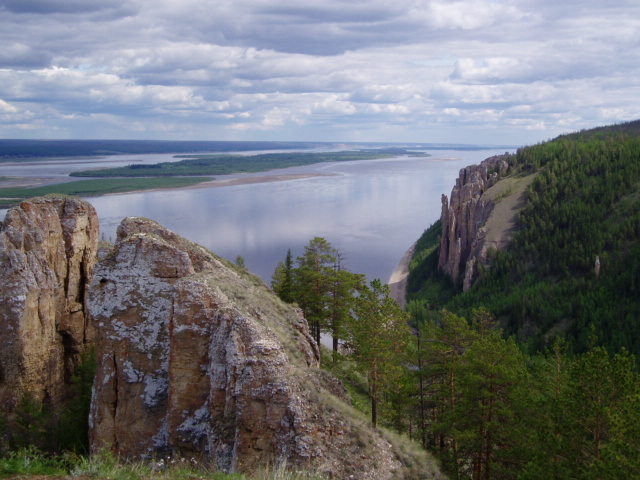
Лена поблизу Ленських стовпів
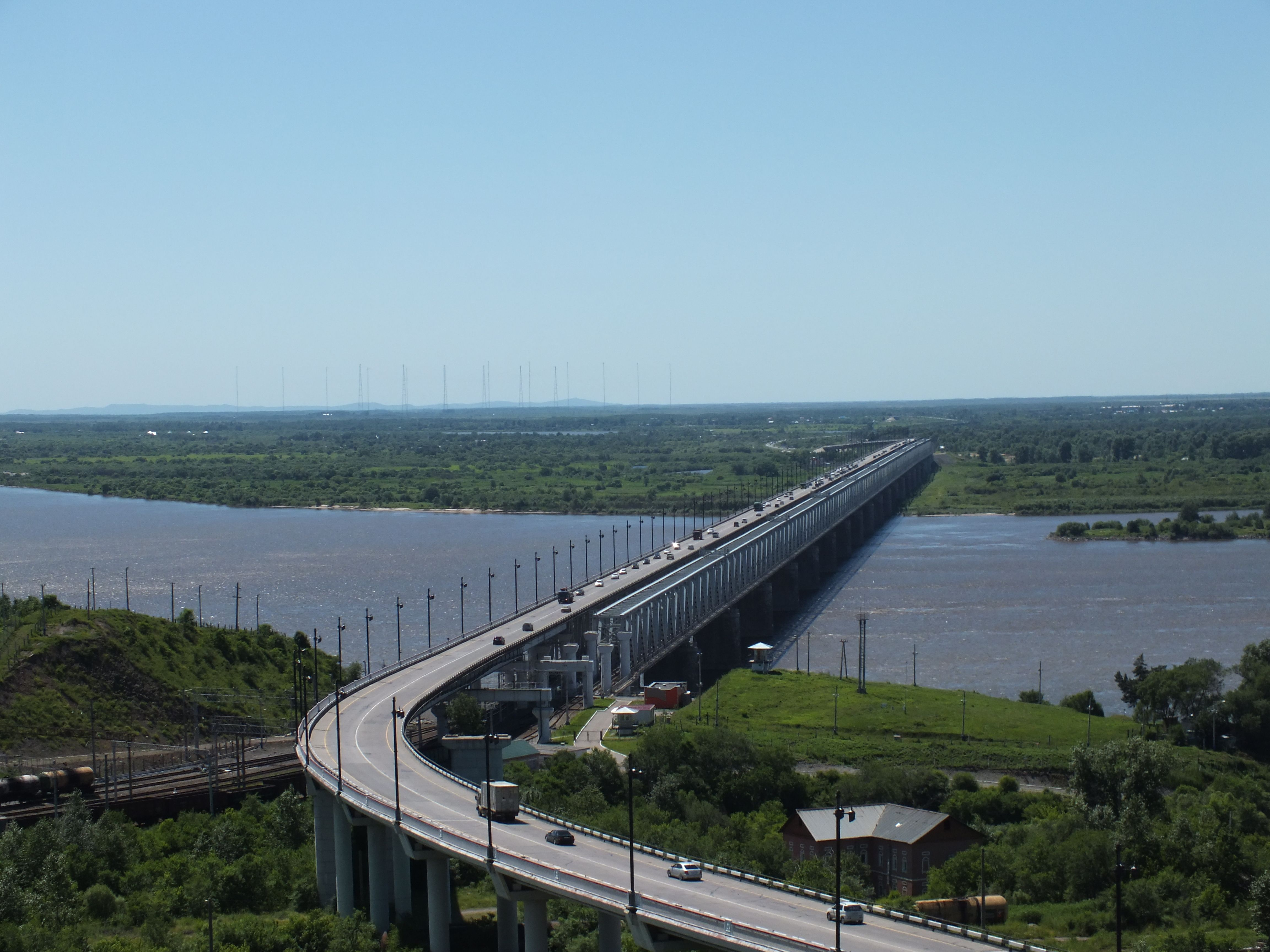
Амур у Хабаровську

### Озера
Найбільше число озер і водосховищ зосереджене в північно-західній частині Росії і Західному Сибіру.
Каспійське море на півдні Росії — найбільше озеро у світі. Протягом багатьох років це море відступало, оскільки стік річок, які в нього впадають, Волги, Уралу, Кури і Тереку, через спорудження численних водосховищ і зрошувальних систем у 1960-х роках, був менший за випаровування з його поверхні. У 1980-х роках рівень Каспійського моря почав підвищуватися, однак причини цієї зміни поки не зрозумілі.
Озеро Байкал в Сибіру — найбільш глибоке у світі озеро (1620 м). Тут зосереджено близько 20 % усіх запасів прісної води на поверхні Землі (23 тис. км³). У озеро впадає понад 300 великих і малих річок, а витікає з нього тільки одна — Ангара. Озеро Байкал тектонічного походження; воно утворилося понад 25 млн років тому.
Ладозьке озеро на північному заході Росії — найбільше серед озер Європи.

### Болота

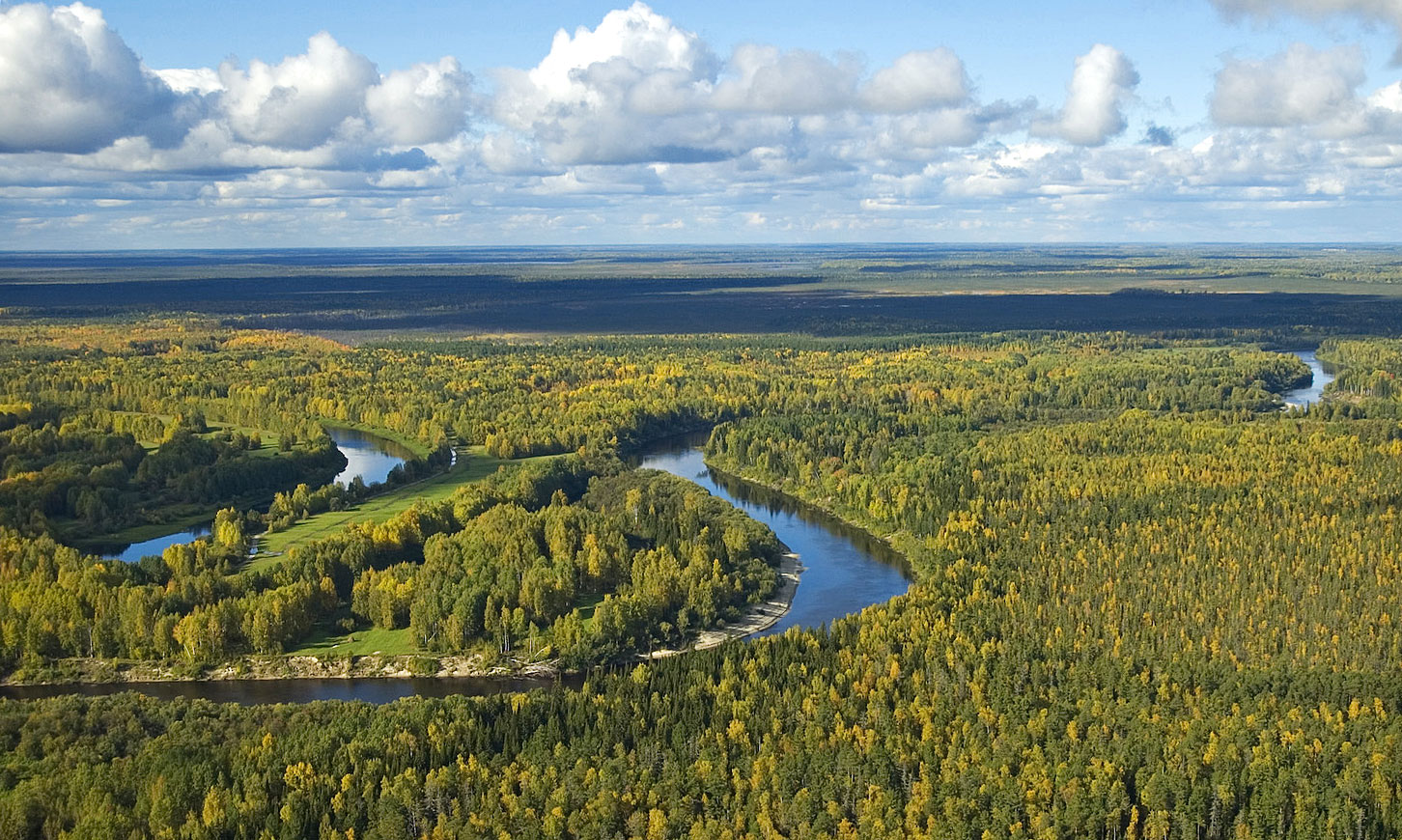
Васюганське болото

## Ґрунти
Основні типи ґрунтів в європейській частині Росії відповідають зональному типу розміщення, уперше відкритому Василем Докучаєвим 1879 року. Вони, згідно з кліматичними і біологічними факторами утворення, на Східноєвропейській рівнині змінюють один одного з півночі на південь.
- Тундрово-глеєві ґрунти — малопотужні, містять мало гумусу, перезволожені, містять мало кисню. Поширені на півночі у тундровій зоні.
- Підзолисті й дерново-підзолисті ґрунти, бідні на гумус і мінеральні елементи, оскільки рясні опади виносять живильні речовини з верхнього шару, який здобуває колір золи (звідси й назва). Займають більше половини території країни. Підзолисті формуються під хвойними лісами у тайзі, а дерново-підзолисті — під мішаними.
- Сірі лісові ґрунти формуються під листяними лісами й досить родючі. Великий рослинний опад і менш інтенсивне промивання в цій природній зоні сприяє нагромадженню гумусу.
- Чорноземи — найродючіші ґрунти. Із залишків рослинності накопичується багато перегною. Чорноземом зайнято менш 10 % території країни. Розповсюджений у зоні лісостепу й степу.
- Каштанові ґрунти утворюються у більш сухому кліматі посушливих степів. Вміст гумусу в них менший, тому що рослинний покрив стає розрідженим.
- Сіроземи, ґрунти напівпустель формуються у пустельних областях з убогою рослинністю. Ці ґрунти часто засолені й містять мало гумусу.

## Рослинність
На території РФ з півночі на південь розташовуються такі природні зони: арктична пустеля, тундра, лісотундра, лісова та лісостепова зони, степова, зона напівпустель (поблизу Каспію).

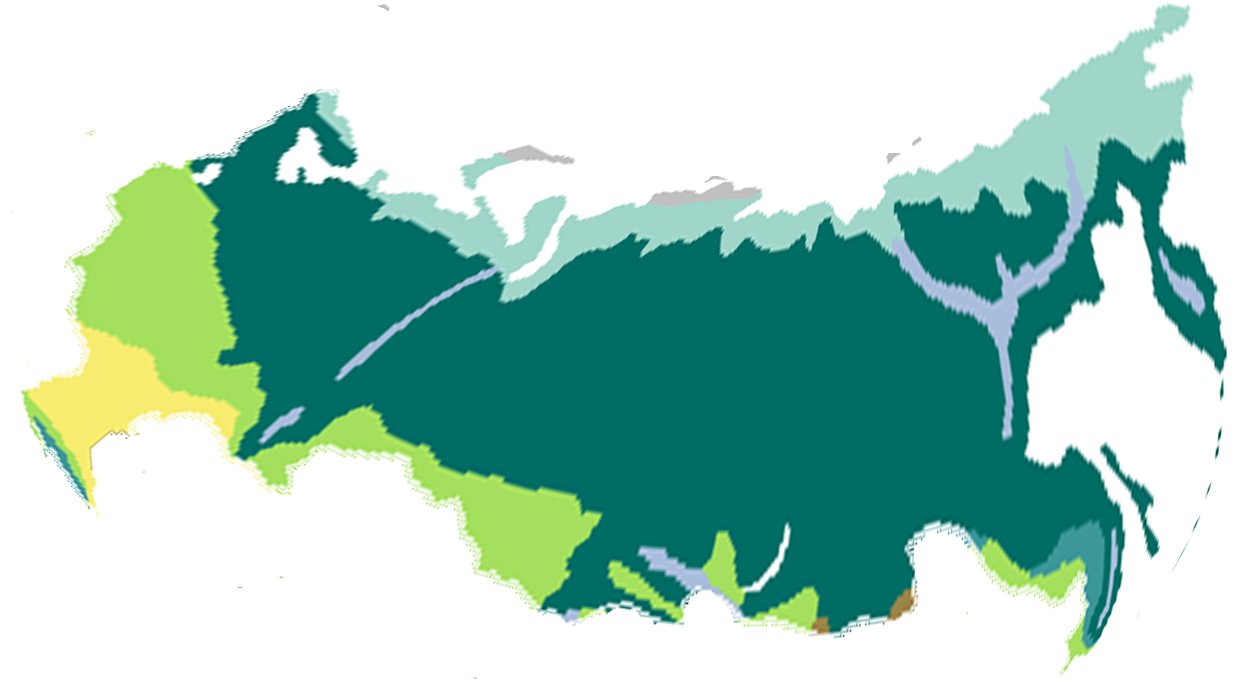
Природні зони Російської Федерації

Земельні ресурси Росії (оцінка 2011 року):
- придатні для сільськогосподарського обробітку землі — 13,1 %,
  - орні землі — 7,3 %,
  - багаторічні насадження — 0,1 %,
  - землі, що постійно використовуються під пасовища — 5,7 %;
- землі, зайняті лісами і чагарниками — 49,4 %;
- інше — 37,5 %[1].

## Тваринний світ
У зоогеографічному відношенні територія країни відноситься до Голарктичної області:
- крайня арктична північ — до Арктичної підобласті;
- головний масив території від Балтійського до Охотського морів — до Європейсько-Сибірської тайожної, центр європейської частини — до Європейської лісової провінції Циркумбореальної підобласті;
- південь європейської частини і Південний Сибір — доКазахстано-Монгольської провінції Центральноазійської підобласті;
- південь Далекого Сходу — до Китайсько-Корейської провінції Китайсько-Гімалайської підобласті[12].

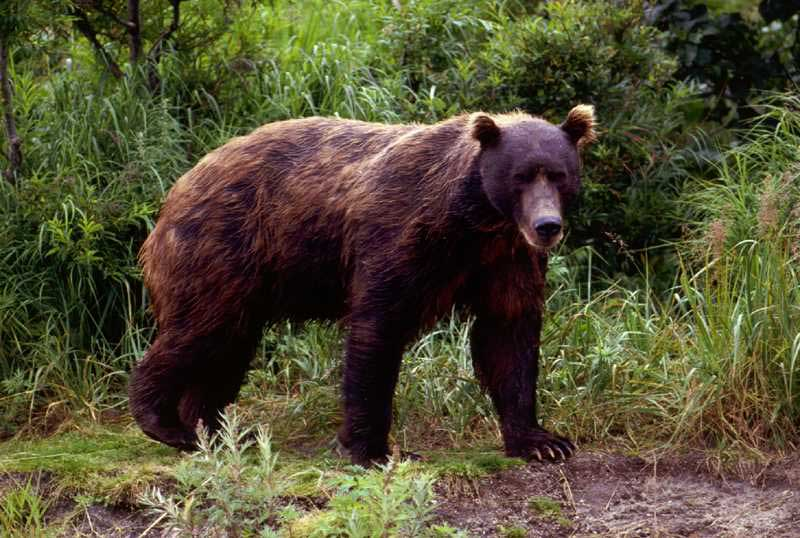
Бурий ведмідь, символ Росії
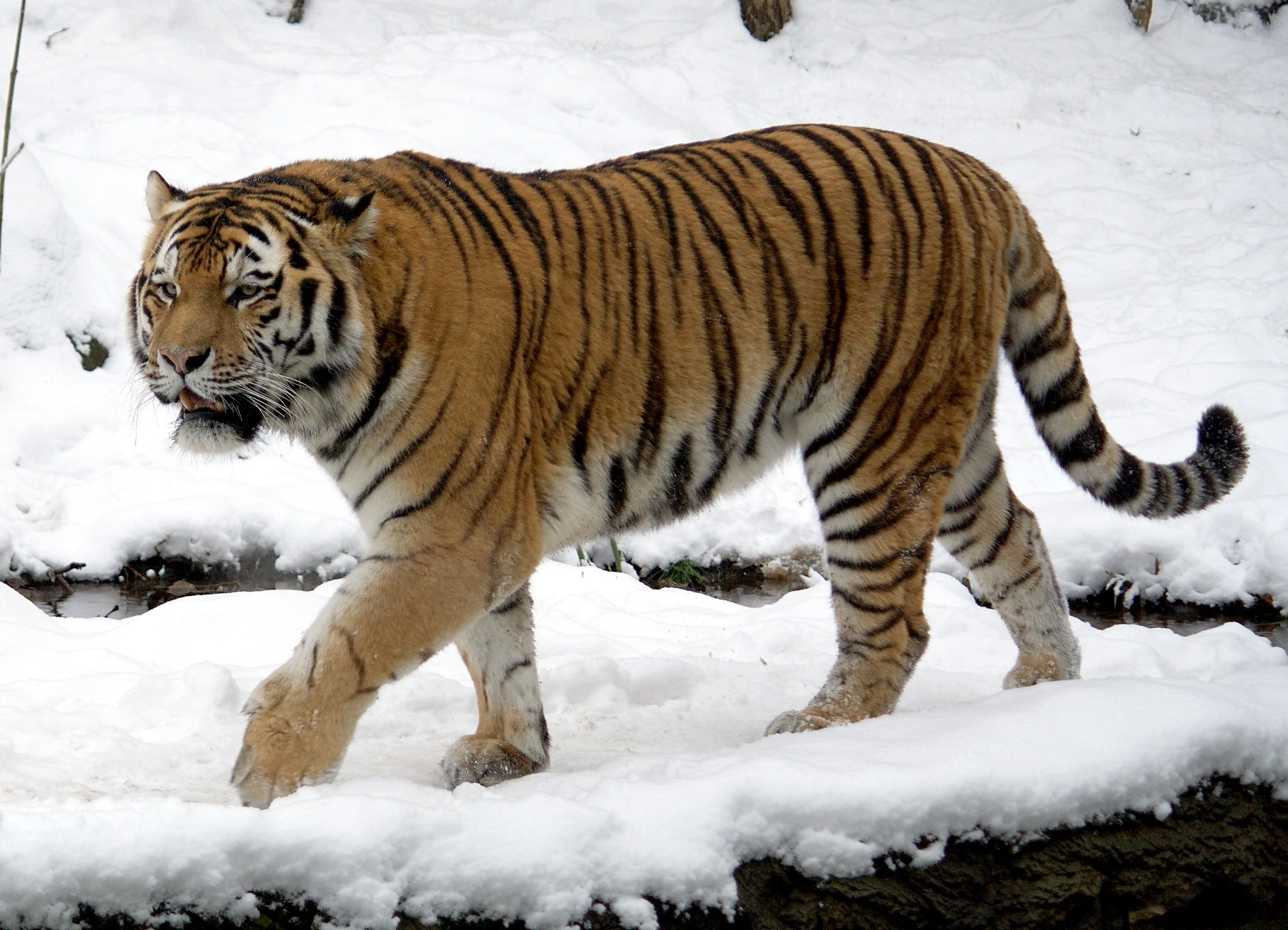
Амурський тигр
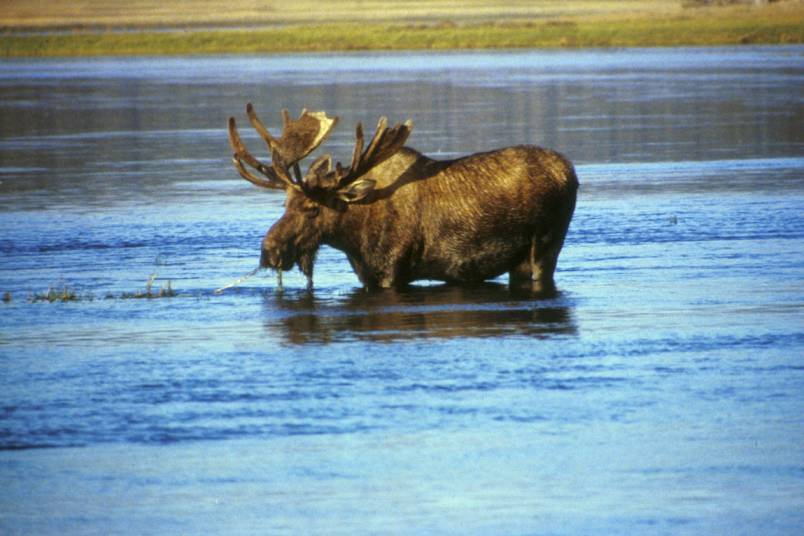
Лось

## Охорона природи
Росія є учасником ряду міжнародних угод з охорони навколишнього середовища:
- Конвенції про транскордонне забруднення повітря (CLRTAP),
- Мадридського протоколу про охорону навколишнього середовища до Договору про Антарктику,
- Конвенції про біологічне різноманіття (CBD),
- Рамкової конвенції ООН про зміну клімату (UNFCCC),
- Кіотського протоколу до Рамкової конвенції,
- Конвенції ООН з боротьби з спустелюванням (UNCCD),
- Конвенції про міжнародну торгівлю видами дикої фауни і флори, що перебувають під загрозою зникнення (CITES),
- Конвенції про заборону військового впливу на природне середовище (ENMOD),
- Базельської конвенції протидії транскордонному переміщенню небезпечних відходів,
- Конвенції з міжнародного морського права,
- Лондонської конвенції про запобігання забрудненню моря скиданням відходів,
- Монреальського протоколу з охорони озонового шару,
- Міжнародної конвенції запобігання забрудненню з суден (MARPOL),
- Міжнародної угоди про торгівлю тропічною деревиною 1983 року,
- Рамсарської конвенції із захисту водно-болотних угідь[14],
- Міжнародної конвенції з регулювання китобійного промислу[1].

Урядом країни підписані, але не ратифіковані окремі протоколи міжнародні угоди щодо: транскордонного забруднення повітря (CLRTAP).

## Стихійні лиха та екологічні проблеми
На території країни спостерігаються небезпечні природні явища і стихійні лиха:
- половина країни скута вічною мерзлотою (Сибір, Далекий Схід);
- активний вулканізм на Курильських островах і півострові Камчатка, на останній розташовується 29 активних в історичну епоху вулканів, найактивніший з яких Ключевська Сопка (4853 м) востаннє вивергався 2010 року, вулкани Авачинська і Коряцька Сопки несуть потенційну загрозу найбільшому місту півострова Петропавловську-Камчатському;
- землетруси в гірських регіонах;
- весняні повіді на рівнинах;
- літні й осінні лісові пожежі як в Сибіру, так і в європейській частині[1].

Російська Північ займає 11,4 млн км², тобто майже 65 % території Росії. З них, за міжнародною класифікацією: 5,4 млн км² — абсолютно дискомфортна зона для проживання людини; 3,4 млн км² — екстремально-дискомфортна зона і 2,5 млн км² — дискомфортна зона. Тобто більша частина території сучасної Росії практично непридатна для комфортного проживання людини.

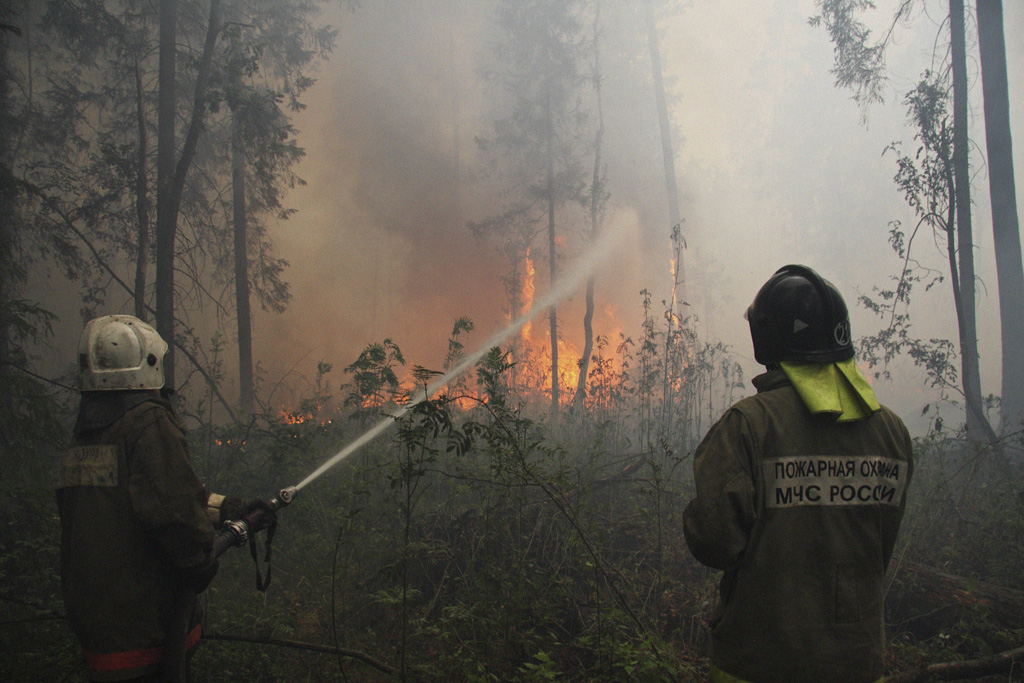
Лісові пожежі в Підмосков'ї, 2010 рік
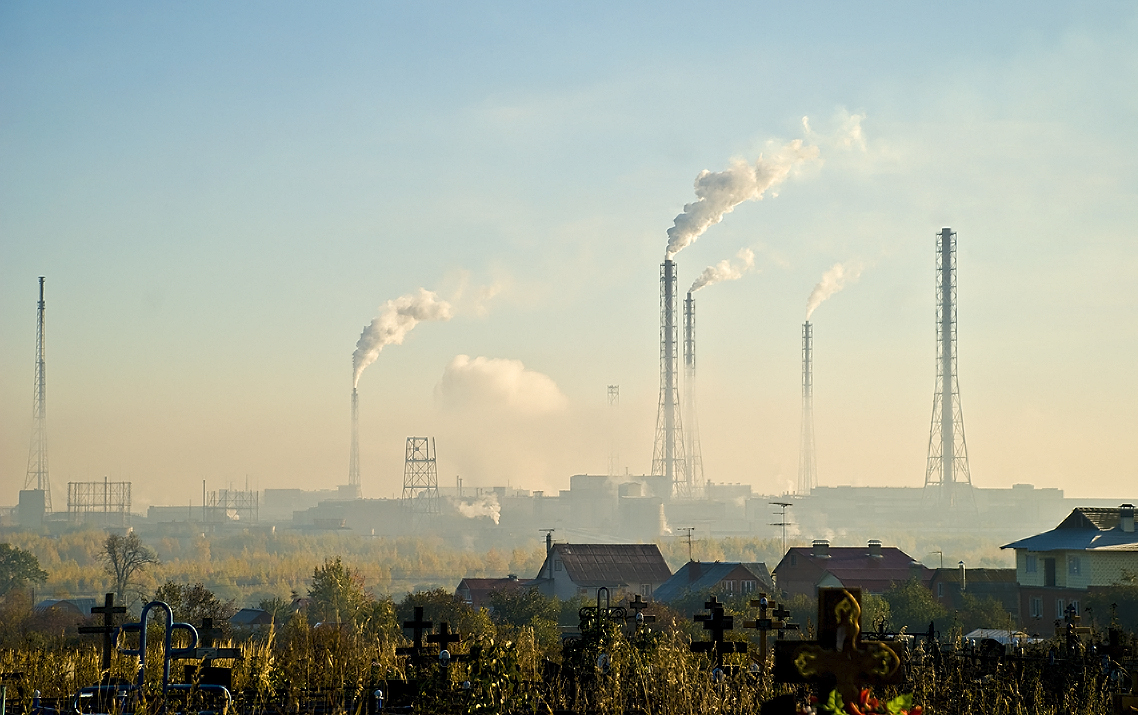
Забруднення повітря, Воскресенськ, Московська область
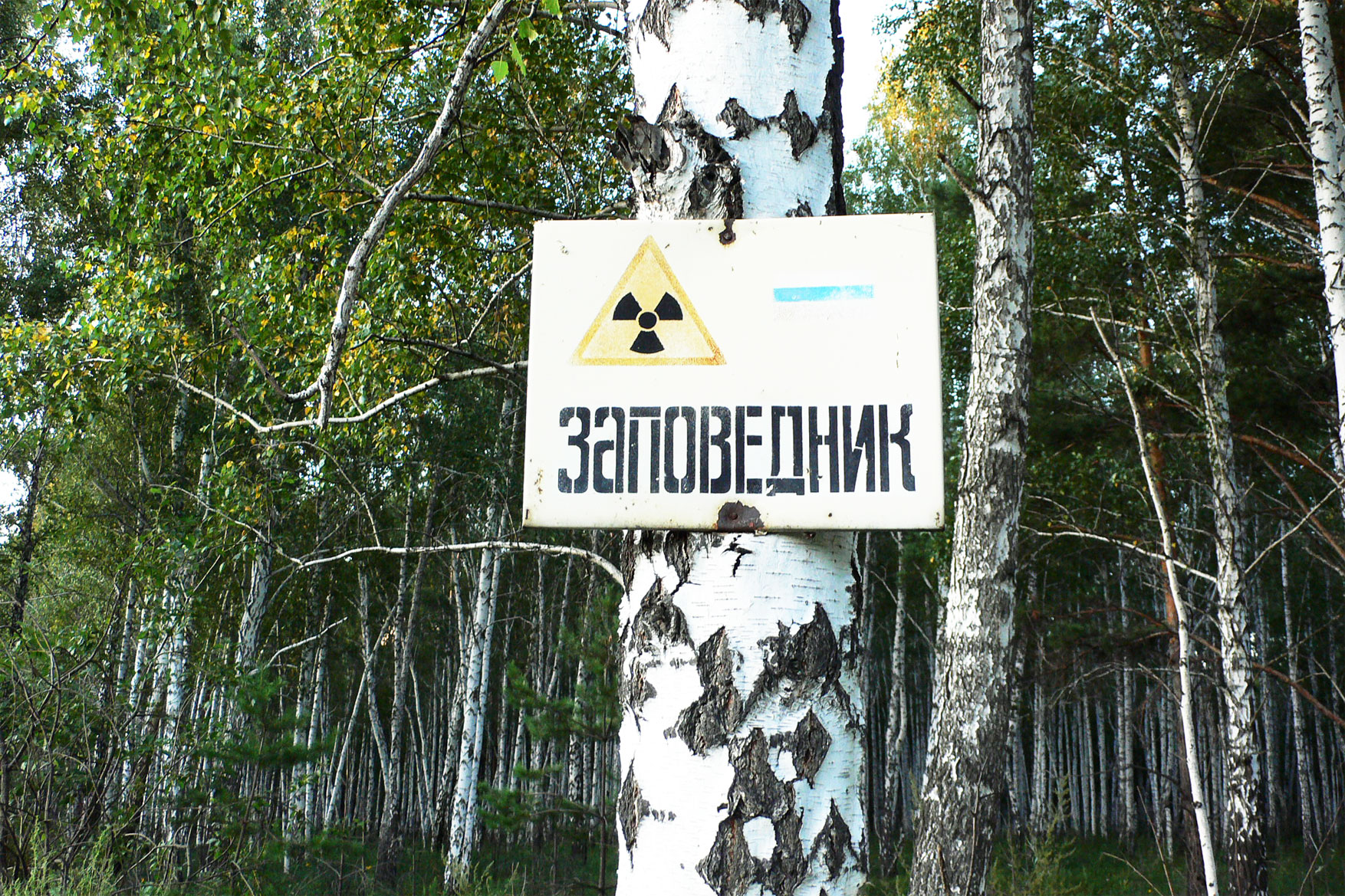
Радіаційне зараження під Киштимом

Серед екологічних проблем варто відзначити:
- забруднення повітря важкою промисловістю, що працює на застарілих технологіях, тепловими електростанціями на викопному паливі, транспортними засобами у великих містах;
- забруднення вод промисловими і побутовими стоками;
- знеліснення;
- ерозію ґрунтів;
- забруднення ґрунтів сільськогосподарськими хімікатами, токсичними відходами промисловості, військовими об'єктами;
- радіоактивне зараження окремих територій;
- неякісний менеджмент утилізації побутових і промислових відходів у великих містах;
- занедбані сховища списаних і заборонених пестицидів.

## Фізико-географічне районування
У фізико-географічному відношенні територію Росії можна розділити на _ райони, що відрізняються один від одного рельєфом, кліматом, рослинним покривом: .

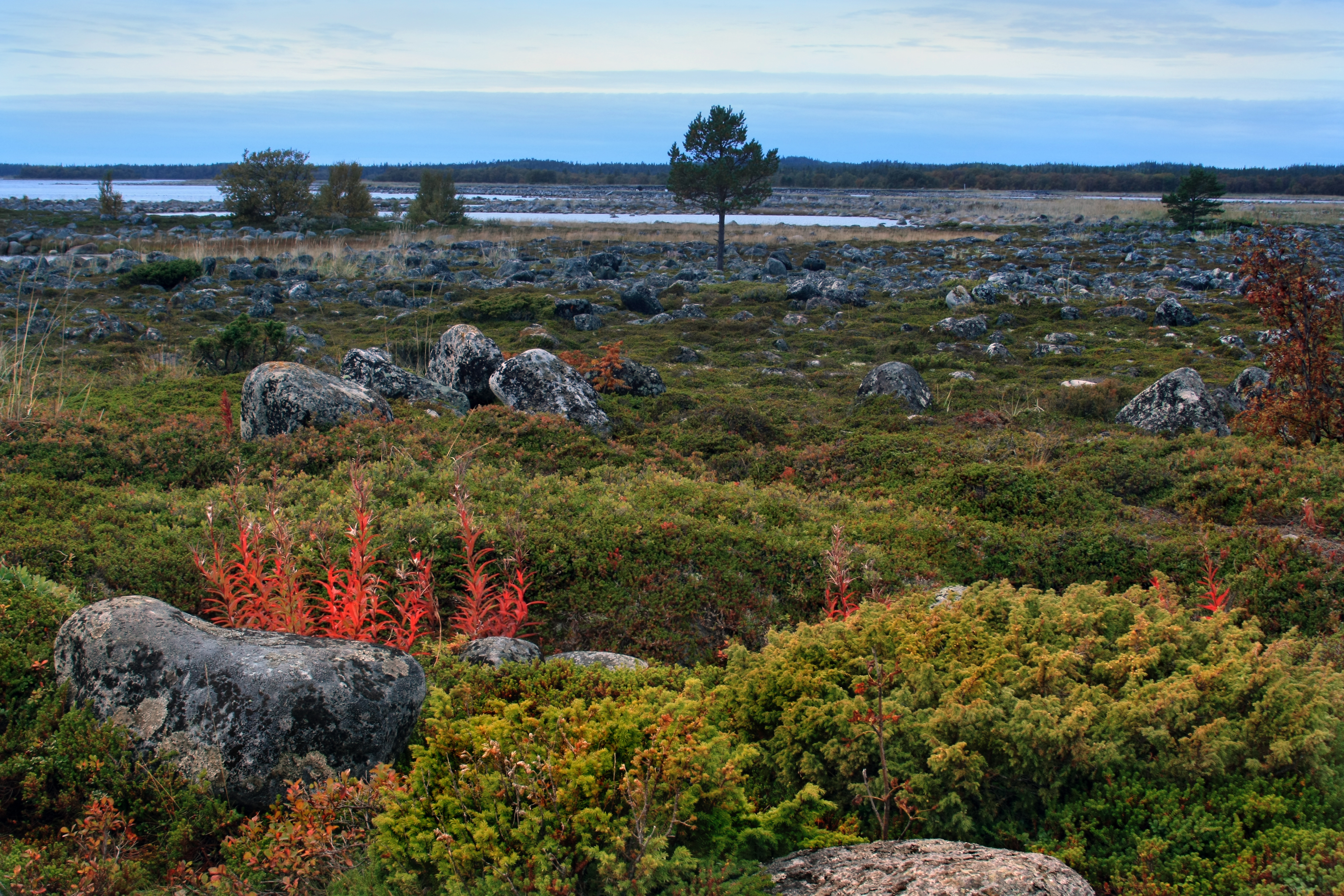
Тундра в Архангельській області
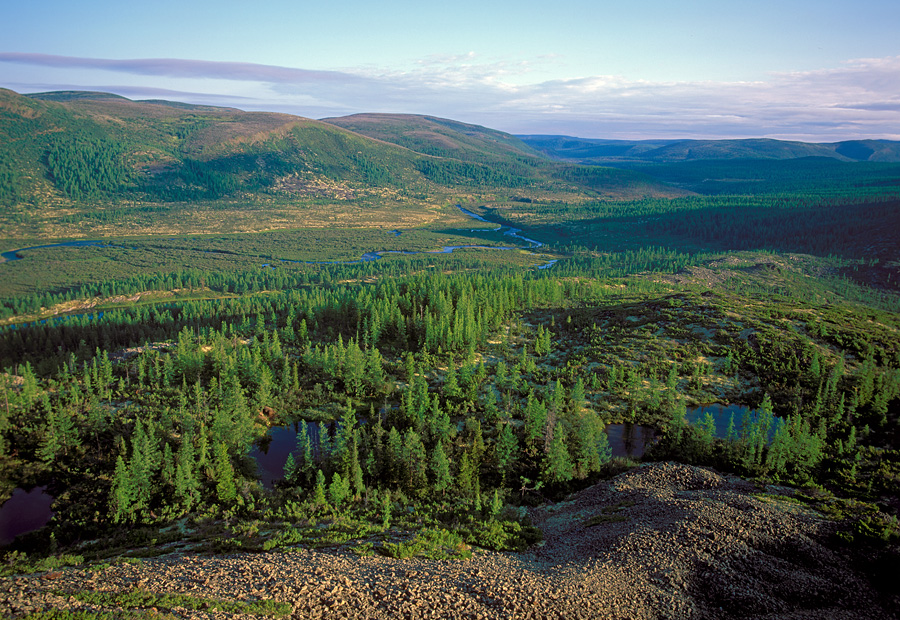
Сибірська тайга
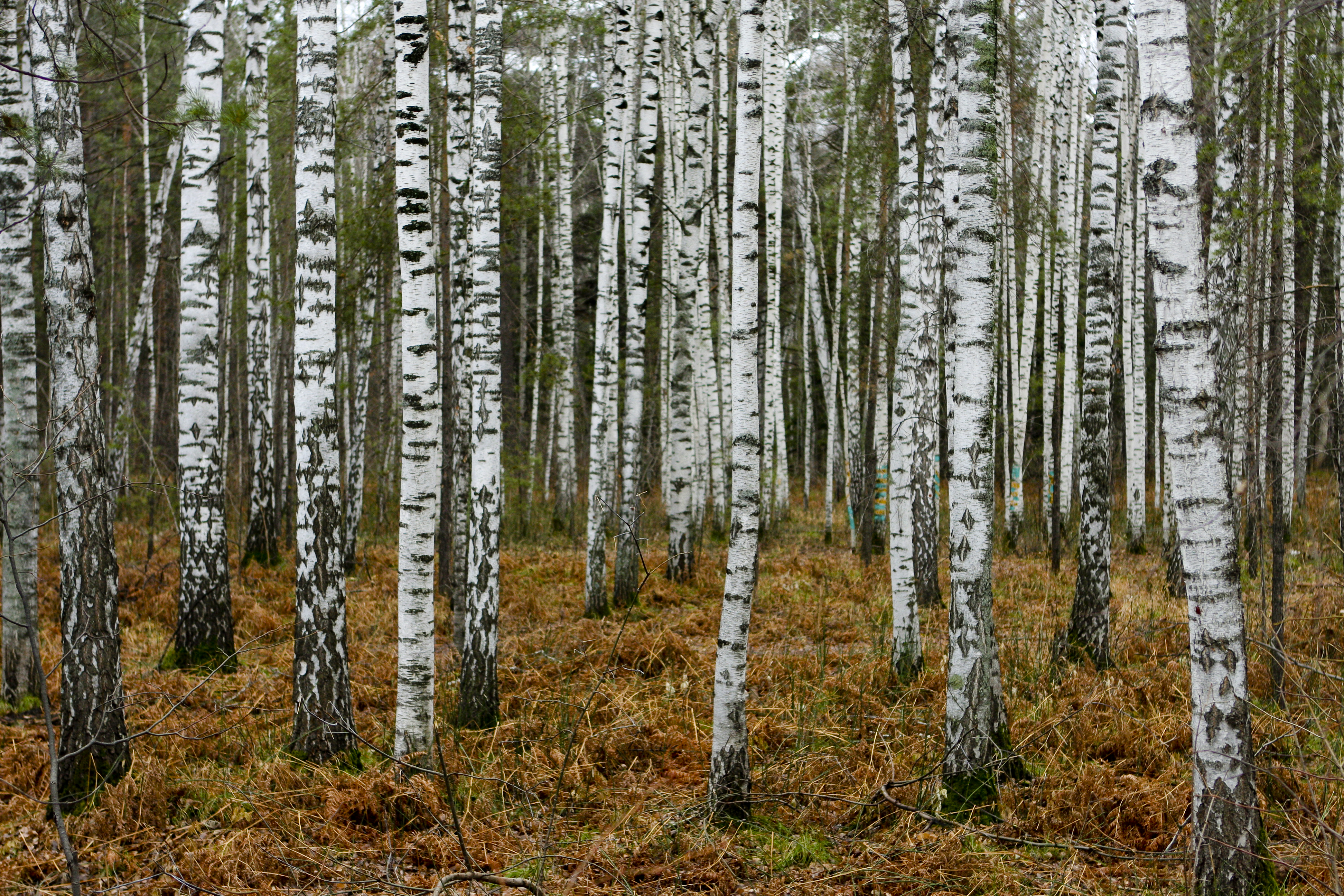
Березовий ліс, Новосибірськ
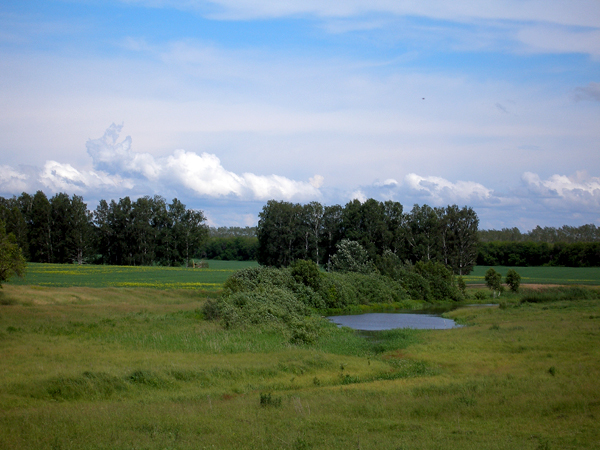
Алтайський лісостеп
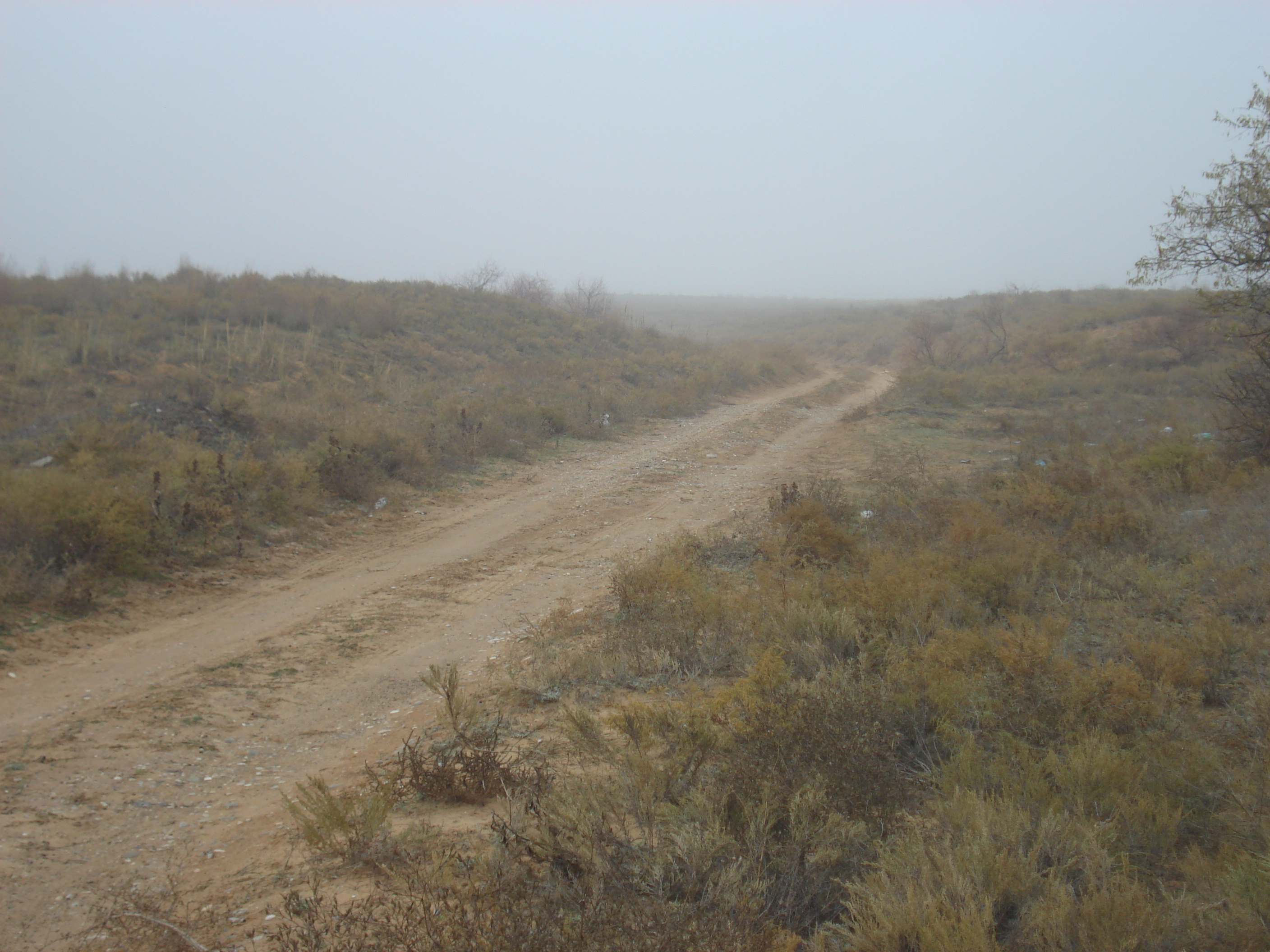
Калмицький степ
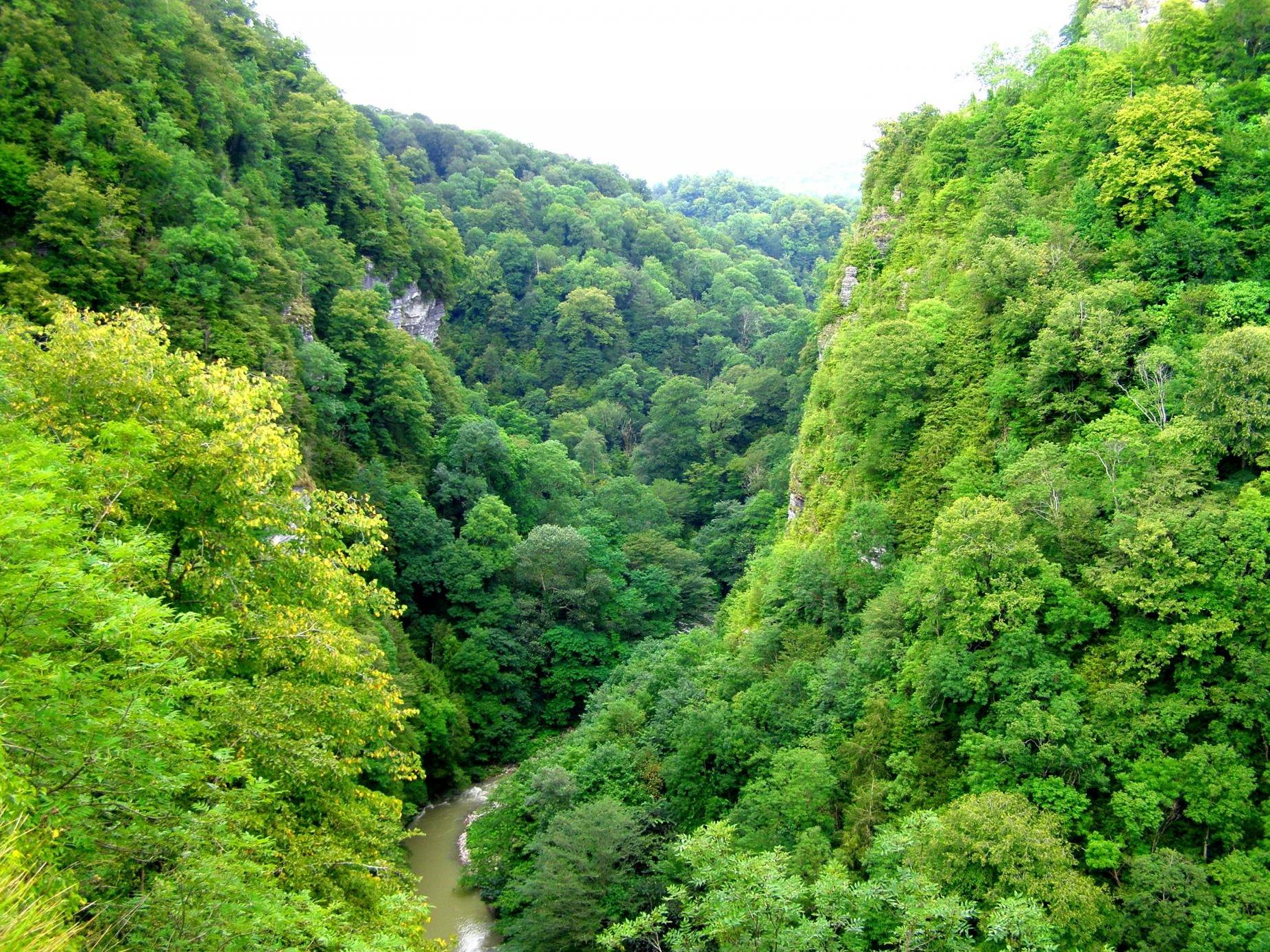
Субтропічний ліс на південних схилах Кавказу

### Українською
- Атлас світу / голов. ред. І. С. Руденко ; зав. ред. В. В. Радченко ; відп. ред. О. В. Вакуленко. — К. : ДНВП «Картографія», 2005. — 336 с. — ISBN 9666315467.
- Атлас. 7 клас. Географія материків і океанів / Укладачі О. Я. Скуратович, Н. І. Чанцева. — К. : ДНВП «Картографія», 2014.
- Бєлозоров С. Т. Географія материків. — К. : Вища школа, 1971. — 371 с.
- Барановська О. В. Фізична географія материків і океанів : навч. посіб. для студентів ВНЗ : [у 2 ч.]. — Н. : Ніжинський державний університет ім. Миколи Гоголя, 2013. — 306 с. — ISBN 978-617-527-106-3.
- Росія // Гірничий енциклопедичний словник : [у 3-х тт.] / за ред. В. С. Білецького. — Д. : Східний видавничий дім, 2004. — Т. 3. — 752 с. — ISBN 966-7804-78-X.
- Дубович І. А. Країнознавчий словник-довідник. — 5-те вид., перероб. і доп. — К. : Знання, 2008. — 839 с. — ISBN 978-966-346-330-8.
- Панасенко Б. Д. Фізична географія материків : навч. посіб. : в 2 ч. — В. : ЕкоБізнесЦентр, 1999. — 200 с.
- Фізична географія материків та океанів : підруч. для студ. вищ. навч. закл. : у 2 т / за ред. П. Г. Шищенка. — К. : Видавництво Київського нац. ун-т ім. Т. Шевченка, 2009. — Т. 1. : Азія. — 643 с. — ISBN 978-966-439-257-7.
- Фізична географія материків та океанів : підруч. для студ. вищ. навч. закл. : у 2 т / за ред. П. Г. Шищенка. — К. : Видавництво Київського нац. ун-т ім. Т. Шевченка, 2010. — Т. 2. : Європа. — 464 с. — ISBN 978-966-439-273-7.
- Юрківський В. М. Регіональна економічна і соціальна географія. Зарубіжні країни: Підручник. — 2-ге. — К. : Либідь, 2001. — 416 с. — ISBN 966-06-0092-5.

### Англійською
- (англ.) Graham Bateman. The Encyclopedia of World Geography. — Andromeda, 2002. — 288 с. — ISBN 1871869587.

### Російською
- (рос.) Авакян А. Б., Салтанкин В. П., Шарапов В. А. Водохранилища. — М. : Мысль, 1987. — 326 с. — (Природа мира)
- (рос.) Алисов Б. П., Берлин И. А., Михель В. М. Курс климатологии [в 3-х тт.] / под. ред. Е. С. Рубинштейна. — Л. : Гидрометиздат, 1954. — Т. 3. Климаты земного шара. — 320 с.
- (рос.) Апродов В. А. Вулканы. — М. : Мысль, 1982. — 368 с. — (Природа мира)
- (рос.) Апродов В. А. Зоны землетрясений. — М. : Мысль, 2010. — 462 с. — (Природа мира) — ISBN 978-5-244-01122-7.
- (рос.) Бабаев А. Г., Зонн И. С., Дроздов Н. Н., Фрейкин З. Г. Пустыни. — М.  : Мысль, 1986. — 320 с. — (Природа мира)
- (рос.) Букштынов А. Д., Грошев Б. И., Крылов Г. В. Леса. — М. : Мысль, 1981. — 316 с. — (Природа мира)
- (рос.) Власова Т. В. Физическая география материков. С прилегающими частями океанов. Евразия, Северная Америка. — 4-е, перераб. — М. : Просвещение, 1986. — 417 с.
- (рос.) Гвоздецкий Н. А. Карст. — М. : Мысль, 1981. — 214 с. — (Природа мира)
- (рос.) Гвоздецкий Н. А., Голубчиков Ю. Н. Горы. — М. : Мысль, 1987. — 400 с. — (Природа мира)
- (рос.) Гладцин И. Н. Геоморфология СССР. — Л. : Учпедгиз, 1939.
- (рос.) Детская энциклопедия. — М. : Изд-во Академии педагогических наук РСФСР. — Т. 1. — 264 с.
- (рос.) Долгушин Л. Д., Осипова Г. Б. Ледники. — М. : Мысль, 1989. — 448 с. — (Природа мира) — ISBN 5-244-00315-1.
- (рос.) Географический энциклопедический словарь: географические названия / под. ред. А. Ф. Трёшникова. — 2-е изд., доп. — М. : Советская энциклопедия, 1989. — 585 с. — ISBN 5-85270-057-6.
- (рос.) Дальний Восток и берега морей, омывающих территорию СССР. — М. : Наука, 1982.
- (рос.) Исаченко А. Г., Шляпников А. А. Ландшафты. — М. : Мысль, 1989. — 504 с. — (Природа мира) — ISBN 5-244-00177-9.
- (рос.) Каплин П. А., Леонтьев О. К., Лукьянова С. А., Никифоров Л. Г. Берега. — М. : Мысль, 1991. — 480 с. — (Природа мира) — ISBN 5-244-00449-2.
- (рос.) Карри-Линдал К. Европа. — М. : Прогресс, 1981. — 334 с. — (Континенты, на которых мы живем)
- (рос.) Кац Н. Я. Типы болот СССР и Западной Европы и их географическое распространение. — М. : ОГИЗ, 1948. — 320 с.
- (рос.) Словарь современных географических названий / под общей редакцией акад. В. М. Котлякова. — Екатеринбург : У-Фактория, 2006.
- (рос.) Литвин В. М., Лымарев В. И. Острова. — М. : Мысль, 2010. — 288 с. — (Природа мира) — ISBN 978-5-244-01129-6.
- (рос.) Лобова Е. В., Хабаров А. В. Почвы. — М. : Мысль, 1983. — 304 с. — (Природа мира)
- (рос.) Максаковский В. П. Географическая картина мира. Книга I: Общая характеристика мира. — М. : Дрофа, 2008. — 495 с. — ISBN 978-5-358-05275-8.
- (рос.) Максаковский В. П. Географическая картина мира. Книга II: Региональная характеристика мира. — М. : Дрофа, 2009. — 480 с. — ISBN 978-5-358-06280-1.
- (рос.) Россия // Поспелов Е. М. Топонимический словарь. — М. : АСТ, 2005. — 229 с. — ISBN 5-17-016407-6.
- (рос.) Пфеффер П. Азия. — М. : Прогресс, 1982. — 316 с. — (Континенты, на которых мы живем)
- (рос.) География / под ред. проф. А. П. Горкина. — М. : Росмэн-Пресс, 2006. — 624 с. — (Современная иллюстрированная энциклопедия) — ISBN 5-353-02443-5.
- (рос.) Потапова Н. А. и др. Сводный список особо охраняемых природных территорий Российской Федерации (Справочник) / Отв. ред. Д. М. Очагов. — М. : ВНИИ природы, 2006. — 363 с.
- (рос.) (рос.) Физико-географический атлас мира / под ред. акад. И. П. Герасимова. — М. : Академия наук СССР и ГУГГК ГГК СССР, 1964. — 298 с. — 20 тис. прим.
- (рос.) Шахраманьян М. А. и др. Оценка природной и техногенной безопасности России. Теория и практика. — М. : ФИД «Деловой экспресс», 1998.
- (рос.) Швер Ц. А. Атмосферные осадки на территории СССР. — Л. : Гидрометеоиздат, 1976. — 302 с.
- (рос.) Шкадова П. К. Температурный режим почв на территории СССР. — Л. : Гидрометеоиздат, 1979. — 239 с.
- (рос.) Эдельштейн К. К. Водохранилища России: экологические проблемы и пути их решения. — М. : ГЕОС, 1998. — 278 с.
- (рос.) Экологический атлас России / Под ред. Н. С. Касимова, О. А. Евтеева, Л. Ф. Январевой. — М. : ЗАО «Карта», 2002. — 128 с.
- (рос.) Энциклопедия стран мира / глав. ред. Н. А. Симония. — М. : НПО «Экономика» РАН, отделение общественных наук, 2004. — 1319 с. — ISBN 5-282-02318-0.